# 竹達彩奈
竹達 彩奈（たけたつ あやな、1989年6月23日 - ）は、日本の女性声優、歌手。アンシェリ所属。レコードレーベルはポニーキャニオン。埼玉県出身。公式ファンクラブは「あやな公国」。夫は同じく声優の梶裕貴。
代表作は、『けいおん！』（中野梓）、『俺の妹がこんなに可愛いわけがない』（高坂桐乃）、『ソードアート・オンライン』（リーファ / 桐ヶ谷直葉）、『だがしかし』（枝垂ほたる）、『五等分の花嫁』（中野二乃）など。

## 概要
X（旧ツイッター）のフォロワー数は女性声優の中でもトップの140万人以上であり、デビュー以降の様々な活躍から平成生まれの女性声優の代表格のひとりとして挙げられる事が多い。

## 略歴
14歳（中学2年生）の時、アイムエンタープライズ系列の日本ナレーション演技研究所の特待生オーディションを受け同所に入所。その後、劇団ヴォアレーヴ（アイム社系の養成を目的とした附属劇団）の在籍を経て、15歳（中学3年生）の春にアイムエンタープライズに移籍。当時は最年少記録だった。
初仕事は、事務所に所属してから2か月後、2005年6月19日に行われたアイムエンタープライズ8周年記念の「アイム祭」である。その後、OAD『kiss×sis』のヒロイン・住之江あこ役で声優としてデビュー。そして『けいおん!』の中野梓役で知名度が上昇した。
2010年3月6日に開催された第4回声優アワード授賞式で、テレビアニメ『けいおん!』の劇中で結成したユニット“放課後ティータイム”として、豊崎愛生、日笠陽子、佐藤聡美、寿美菜子とともに歌唱賞を受賞した。10月10日にOVA『たまゆら』の舞台となった広島県竹原市の一日市長に就任した。
2011年5月10日に『声優グランプリ』にて、初めて声優雑誌の表紙巻頭を飾る。同年9月26日にはテレビアニメ『たまゆら』の舞台となった神奈川県横須賀市の京浜急行電鉄京急本線汐入駅の一日駅長を務めた。
2012年4月11日にポニーキャニオンからシングル『Sinfonia! Sinfonia!!!』で歌手デビュー。2012年4月30日付でアイムエンタープライズを退所、5月からアセンブルハートへ移籍した。
2013年2月1日、事務所運営のオフィシャルファンクラブ「あやちょこワンだふる」を、スマートフォン（softbank、NTTドコモ、au）向けで開始する。その後、PC向けでもサービス開始。2013年3月21日に悠木碧とユニット「petit milady」（プチミレディ）を結成し、4月7日から文化放送で『碧と彩奈のラ・プチミレディオ』の放送を開始する。そして5月15日にZERO-A（ユニバーサルミュージック）からデビューした。2013年6月23日、TOKYO DOME CITY HALLにて、自身にとって初めてのソロ歌手としてのワンマンライブを開催。同年8月25日、『Animelo Summer Live2013 - FLAG NINE -』3日目において、ソロ歌手として初めてアニサマへ出場。
2016年12月25日、岸和田市立浪切ホールにて、自身にとって約2年ぶりのソロ歌手としてのワンマンライブを開催。同日、自身の公式ファンクラブを、2017年4月から「あやな公国」としてリニューアルすることを発表。2017年1月1日、アセンブルハートからリンク・プランに移籍したことをブログで報告した。同年4月11日、公式ファンクラブ「あやな公国」が正式に発足した。
2019年6月23日、声優の梶裕貴と結婚したことを竹達の事務所公式サイトおよび双方の公式ツイッターで発表。2022年6月30日には第1子を妊娠したことを明らかにした。11月3日、第1子出産を報告。
2025年4月1日、リンク・プランの声優マネジメントの終了および同事業がアンシェリに引き継がれたことに伴い所属事務所名が変更された。

## 人物

### 声優として
2009年放送開始のテレビアニメ『けいおん!』の中野梓役でブレイクし、その後も『俺の妹がこんなに可愛いわけがない』の高坂桐乃役（2010年に第1期、2013年に第2期）、『神のみぞ知るセカイ』の高原歩美役（2010年〜2013年にかけて、第3期までが制作された）、『たまゆら』の沢渡楓役（2010年〜2016年）など、コンスタントに主演、ヒロイン役やメインキャストを担当している。
演技力に加えて、「かわいらしい声質」と「キュートなルックス」をも併せ持つことも大きな特徴であり、多面的に活動の幅を拡げている。近年は特に活発に音楽活動を展開させており、2012年からソロ歌手として活動しているほか、2013年からは「petit milady」（悠木碧との2人組の声優ユニット。2019年9月4日に事実上の活動休止）としての活動も並行させている。また、2013年から2014年にかけて展開された吉野家とのコラボ企画も話題になり、2014年にはWeb CMが制作された。
2018年には『快盗戦隊ルパンレンジャーVS警察戦隊パトレンジャー』にて女性敵幹部であるゴーシュ・ル・メドゥ役を担当し、初の特撮作品出演にして、初めて本格的な悪役を演じた。また、同作ではこれまでの自身のイメージとは正反対である、「大人びたクールな女性の声」を披露した。

### 活動について
子供の頃はおとなしいほうだったが、幼稚園の頃は園内で遊ぶことが多かった。
小学生くらいから外を駆け回る楽しさを知った。その頃は人見知りもなかったことから、マンションにも同い年ぐらいがいっぱいいたため、「ねえ、名前なんて言うの？」「おままごとしよう！」と積極的に声をかけていた。当時、マンションに住んでいた女の子が全員友人だった。
最初に観たアニメが『天空の城ラピュタ』。家でビデオテープを毎日のように観て、パズーに一目惚れし、シータになりたいと思っていた。
家で「ひとりラピュタごっこ」をしたり、ひとりの世界にいることが多かった。
小学校入学後、おままごとなどの「○○ごっこ」は皆小学3年生ぐらいになると卒業し始めたが、結構最後までやりたがっていた。結局1人も一緒にしてくれた友人がいなくなったため、断念して、ドッジボールをしていた。
小学生の頃まではクラス全体が仲良かったが、中学時代に「自分はどう見られてるのかな」と気になるようになり、人と接するのが怖くなってしまい、人見知りになった。
声優を目指すようになったきっかけとして、幼少期にテレビアニメ『カードキャプターさくら』や『美少女戦士セーラームーン』、ゲーム『Kanon』や『シスター・プリンセス』に触れたことや、堀江由衣への憧れを挙げており、それらを通して、アニメやゲームに携わりたいと思うようになったとのことである。その頃にアニメ、ゲームに集中的にのめり込み、子供の頃から好きだったが、中学生の時にオタク趣味が芽生えて、職業としての声優を初めて意識した。中学2年生の頃、雑誌、ネットで声優について調べていくうちに、「よし、声優養成所に入ろう」のように知れば知るほど興味を持った。その頃は一番人生に対して不安が大きく、何か始めないと気が済まなかったという。
本人曰く、声優を目指す後押しも、現在の精力的な活動も、「私の一番のファンである母の後押しのおかげ」と述べているが、当初は「（母は）私を子役にして、芸能界で顔出しの仕事をして欲しかった」とのことであり、また、養成所の学費への懸念をも含めて、声優を目指すことを反対されていたとのことである。しかし、「私はお芝居がしたいしアニメが好きだから、声優がいいの！」と粘り強く説得して、最終的には快く送り出してくれたとのことであり、14歳のとき、声優の養成所に入る。養成所から事務所に入るまでは「すごく早かった」とのことだが、そこからアニメデビューの『kiss×sis』（住之江あこ役）までは、およそ3年を要したとのことであり、しかも事務所に所属はしていたものの、養成所のレッスンも受ける身であったとのことで、高校時代は「学業、アルバイト（雑貨屋さんと飲食店）、養成所のレッスン、事務所のレッスン」の「4足のわらじ」であったという。
自身の基本的な活動姿勢として、「（声優としては）お芝居の主役はキャラクターであって、私ではない。完全に裏方に徹して、自分は自分の仕事をする。でも音楽活動は、自分名義で出すならば、声優である自分でなければできない音楽を、自分の音楽として届けたい」という趣旨のことを述べている。また、「ものを作る、作品を作る瞬間に関われている、その時間がすごく好きだし楽しい」ことが、（声優、歌手などの）活動の原動力になっていると述べている。
自身が出演した作品はどれも思い入れがあるとのことだが、その中でも特に、『kiss×sis』（住之江あこ役。2008年のOAD版で声優としてデビュー。2010年にテレビアニメ化された）および『けいおん!』への思い入れが強いことを、インタビューやライブにおいてしばしば表現している。特に『kiss×sis』では、アフレコ経験もない中で、過激なお色気やキスシーンなどを演じたため、本人曰くその当時は「衝撃的だった」とのことだが、その後は「これをやったらなんでもできるだろう」と思うようになったとのこと。
『けいおん!』では、元々は軽音部の初期メンバー4人の役でオーディションに参加し、新入部員の中野梓役に選ばれた。梓の登場は第8話からであるが、アフレコ現場にはそれまでの回の収録にも見学に来ていた。『けいおん!』のWebラジオ『らじおん!』の企画で、自身らが声を演じるキャラクターと同様に実際にバンド活動を行っている。練習もほかの4人と同時に始めていたが、『らじおん!』の公開録音「ろくおん!」のサプライズのために、公式サイトで後編が配信されるまで非公開であった。ファンからは、思わずペロペロしたくなるほど梓がかわいいと感じる言葉として「あずにゃんペロペロ」という用語ができて、竹達自身も使用している。
音楽活動について、2012年にソロ歌手としてのメジャーデビューを果たすが、当初は自ら希望した訳ではなく、『けいおん!』のスタッフから、ソロ歌手デビューの話を頂いたことが出発点とのことだが、「1人で決めるにはキャパオーバーと思った」ことから自宅に持ち帰って母親に相談したところ、「やりなさいよ。あんたの好きな堀江由衣さんだってやっているじゃないの。ファンの人も喜んでくれるし、いっぱい頑張れるでしょ」との後押しをしてもらったことで、歌手活動を始める決心ができたという。
ソロ歌手としての音楽活動において、先述のように、「声優だからこそできる音楽」にこだわりたいことと共に、1つのアルバムが完成するたびに1つのシーズン（サイクル）と位置付けており、そのたびに何らかのテーマを掲げて音楽をつくるとのことである。また、アルバムのタイトルには基本的に何らかの音楽用語を挿入しているという。なお本人曰く、1stシーズンは「コアでマニアックな音楽」、2ndシーズンは「プリンセス」、3rdシーズンは「二次元」をテーマにしているとのことである。尤も本人曰く、自身の音楽活動に向き合うにあたって、「正直な話、音楽に対して相当後ろ向きなところからスタートしたので、前向きになるまでにやっぱりすごい時間がかかりました」 とのことだが、その過程で、「一つ一つの楽曲の世界観を大切にして、楽曲によって声質や歌い方に細部までこだわるようになった」 と述べている。
声質やルックスの「かわいらしさ」は、自身の代名詞といわれることが少なくないが、本人曰く、子ども時代や『けいおん!』にて演じていたときは、「自分の表面ばかりが強調されている感じがして嫌だった、素直に受け止められなかった」と、声質やルックスがむしろコンプレックスに感じることが少なくなかったとのことである。しかし、2016年のインタビューでは、「（声優や歌手などの活動を通して）『かわいいといわれているうちが花だな』と思えるようになった」「（それが活動の原動力になっていると思うこと、および活動の過程で、）私たちの活動のレールを敷いてくれた先輩方の背中を見て、求めてもらえるならば、全力で頑張ろうと思えるようになった」と述べている。
先述のように、「憧れであり目標」の声優として堀江由衣を挙げている。堀江のライブには、声優になる以前から通っていたとのことであり、子ども時代はCDをアニメイトで買うほどであったが、直接会ったときには本人にはファンであることを言えなかったという。自身が声優および歌手として活動するようになってからは、「（日程が合えば）コンサート会場の物販コーナーに一ファンとして並んでいる」一方で、「純粋に好きな気持ちは勿論持ち続けていますが、勉強になるという思いもあってライブ鑑賞をしています」ということを、2016年のインタビューにて述べている。なお、2017年1月15日に開催した、中野サンプラザでの自身のワンマンライブにて、堀江の楽曲「翼」を歌唱（カバー）したが、歌唱の際は感極まる場面もあったとのことである。

### エピソード
愛称は主に「あやち」 と呼ばれることが多いとのことであり、自身のイメージ映像の作品のタイトルにも用いられている。
自身の性格として、「毒の塊」と述べている。本人曰く、このことの理由として、子ども時代から「思ったことをはっきりとすぐに口にする人間」であったことに由来するとのこと。この性格は活動における原動力にもなっているとのことで、活動をする過程で「何を言おうが自分自身に返ってくる訳だから、私が責任を取ればいいのかなと（思えるようになった）」と述べている。また、「石橋を叩いて渡る」タイプ とも述べている。
3人兄妹の末っ子で兄が二人いる。本人曰く、親しい人には甘えん坊なところがある「典型的な妹キャラ」とのことである。
インタビューなどにて、アニメ、ゲーム好きであることをしばしば述べており、先述のように、幼少時から、『Kanon』や『シスター・プリンセス』などの、いわゆる「ギャルゲー」「乙女ゲー」を遊んでいたことが声優を目指す大きなきっかけの一つになったが、積極的に公表するようになったのは『俺の妹がこんなに可愛いわけがない』の高坂桐乃を演じたことがきっかけであるとのこと。アニメ、ゲームのグッズを集めていた学生時代、竹達が家に帰ると大事にしていた作品の非売品のノートに勝手に判子が押されていた。これは竹達の父が新しく判子を作った試し押しをしたもので本人にも見せながら判子を押して見せた。このときの感想を「（自分の判子を作ってもらって）嬉しいようで悲しいような複雑でした（笑）」と語っている。また、カメラも趣味の一つとのことである。特技として、公式プロフィールでは“カラオケ・読書・ショッピング”となっている。
自称引きこもりのインドア派で家で過ごすことが多い。極度の人見知りで、会話が苦手である。
その一方で、2016年11月のインタビューにて、休みの日には「本屋さんに行って、気になった作品や話題になっている作品である漫画を、片っ端から大量に買います」と述べている。理由として、「これ嫌い、つまんない、おもしろい、好きっていうのは、自分でお金を出してからこそ言える言葉だと思っている」からであると述べている。
好きな食べ物は肉。好きなアーティストは奥華子。また宇徳敬子が好きで、カラオケではよく歌っていたという。地毛は若干焦茶色である。
『俺の妹がこんなに可愛いわけがない』第1期に出演していた時期には、花澤香菜と特に親しくしていた。その花澤との関係について「業界の先輩であり嫁でありマイスィートエンジェル」と当時述べていた。
また、ゲストとして出演した『AKIBA'S TRIP -THE ANIMATION-』、メインキャストとして出演した『はじめてのギャル』などで共演した長久友紀とは、プライベートで食事やスイーツビュッフェに行ったり互いの自宅に遊びに行くなど親しい仲であり、長久のInstagramでは時折2人で出掛けた様子の写真が投稿されている。
特撮作品に初参加した『ルパンレンジャーVSパトレンジャー』では、戦闘シーンでのアドリブのさじ加減が一番難しかったと語っているが、同作品で共演した入江甚儀は戦闘シーンでの竹達の演技は単なる掛け声だけではなく笑みを浮かべるなどキャラクター性を重視したものであったといい、自身の演技の参考になったと述べている。
年少の頃から『名探偵コナン』のファンでもある。2010年にOVAのゲストキャラ小西薫役で同作に出演した。

## 出演
太字はメインキャラクター。

### テレビアニメ
2009年
- マリア様がみてる 4thシーズン（赤ちゃん〈細川次子〉）
- クイーンズブレイド シリーズ（2009年 - 2012年、巫女E、アルドラ） - 2シリーズ
- けいおん!（2009年 - 2010年、中野梓） - 2シリーズ
- 夢色パティシエール（2009年 - 2010年、バニラ） - 2シリーズ
- ささめきこと（朱宮万奈歌）
- とある科学の超電磁砲（2009年 - 2020年、鞄の少女、少女、硲舎佳茄） - 3シリーズ
- NEEDLESS（結愛）

2010年
- バカとテストと召喚獣（2010年 - 2011年、清水美春） - 2シリーズ
- いちばんうしろの大魔王（大竹美智恵）
- kiss×sis（住之江あこ）
- 迷い猫オーバーラン!（霧谷希、しのぶ〈第7話のみ〉） ※第5話の手書き文字も担当
- ジュエルペット てぃんくる☆（ミリア・マリーゴールド・マッケンジー、園山葵）
- 伝説の勇者の伝説（エスリナ・フォークル）
- 学園黙示録 HIGHSCHOOL OF THE DEAD（希里ありす）
- えむえむっ!（石動美緒）
- 俺の妹がこんなに可愛いわけがない（2010年 - 2013年、高坂桐乃） - 3シリーズ
- 神のみぞ知るセカイ（2010年 - 2013年、高原歩美、メルクリウス） - 3シリーズ
- STAR DRIVER 輝きのタクト（シモーヌ・アラゴン / セクレタリー）

2011年
- Rio RainbowGate!（ミント・クラーク）
- DOG DAYS（2011年 - 2015年、エクレール・マルティノッジ） - 3シリーズ
- Suzy's Zoo だいすき! ウィッツィー（ララ）
- 47都道府犬（埼玉犬）
- だぶるじぇい（北条絵馬）
- ゆるゆり（2011年 - 2015年、胡桃 / 魔女っ娘ミラクるん） - 3シリーズ + 特別編
- 猫神やおよろず（メイ子）
- ほんとにあった!霊媒先生（八島アキラ）
- SKET DANCE（おばあにゃん）
- たまごっち!（ともみ）
- たまゆら シリーズ（2011年 - 2013年、沢渡楓） - 2シリーズ
- ギルティクラウン（ツグミ）
- ベン・トー（井ノ上あせび）

2012年
- ハイスクールD×D（2012年 - 2018年、塔城小猫、被験者の魂） - 4シリーズ
- ファイ・ブレイン 神のパズル（2012年 - 2014年、逆之上ミハル、少年時代のフリーセル） - 3シリーズ 
- ゴクジョッ。〜極楽院女子高寮物語〜（栗橋南）
- ゆるめいつ 3でぃPLUS（サエの妹）
- この中に1人、妹がいる!（国立凛香）
- はぐれ勇者の鬼畜美学（哀原美奈巳）
- ソードアート・オンライン（2012年 - 2020年、リーファ / 桐ヶ谷直葉） - 5シリーズ + 特別編
- 氷菓（木村〈漫研部員〉）
- ポケットモンスター ベストウイッシュ シーズン2（ショウブ）
- PSYCHO-PASS サイコパス（スプーキーブーギー / 菅原昭子）
- 武装神姫（ジール）

2013年
- まんがーる!（御園さゆり）
- 絶対防衛レヴィアタン（ヨルムンガンド）
- デート・ア・ライブ（2013年 - 2024年、五河琴里） - 5シリーズ
- 世界でいちばん強くなりたい!（萩原さくら）

2014年
- とある飛空士への恋歌（アリエル・アルバス）
- ウィザード・バリスターズ 弁魔士セシル（天刀もよ）
- スペース☆ダンディ（マミタス）
- にゃん符（ナビゲーター）
- 猫のダヤン（2014年 - 2016年、マーシィ） - 3シリーズ
- モモキュンソード（桃子）
- 六畳間の侵略者!?（カラマ）
- デンキ街の本屋さん（腐ガール）
- ガールフレンド（仮）（小日向いちご）

2015年
- アイドルマスター シンデレラガールズ（輿水幸子） - 2シリーズ
- 聖剣使いの禁呪詠唱（嵐城サツキ）
- まじっく快斗1412（アン王女）
- 艦隊これくしょん -艦これ-（大和）
- おくさまが生徒会長!（2015年 - 2016年、若菜羽衣） - 2シリーズ
- ランス・アンド・マスクス（ホー・ユイフォン）
- コンクリート・レボルティオ〜超人幻想〜（2015年 - 2016年、アースちゃん） - 2シリーズ
- 温泉幼精ハコネちゃん（アシノコ）
- 学戦都市アスタリスク（ファム・ティ・チャム）

2016年
- だがしかし（2016年 - 2018年、枝垂ほたる） - 2シリーズ
- ディバインゲート（ヒカリ）
- CoCO&NiCO（オッペンハイマー、レオン）
- ベルセルク（エリカ）

2017年
- ゆかいなアニマルバス（モコ 他）
- AKIBA'S TRIP -THE ANIMATION-（毒島電子）
- つぐもも（2017年 - 2020年、加賀見かすみ） - 2シリーズ
- スナックワールド（マヨネ）
- エロマンガ先生（高坂桐乃）
- アイドルマスター シンデレラガールズ劇場（2017年 - 2019年、輿水幸子） - 4シリーズ
- はじめてのギャル（香椎結衣）
- ようこそ実力至上主義の教室へ  (2017年 - 2024年、軽井沢恵） - 3シリーズ

2018年
- ラーメン大好き小泉さん（小泉さん）
- 新幹線変形ロボ シンカリオン（2018年 - 2019年、上田アズサ）
- citrus（藍原柚子）
- ポプテピピック（2018年 - 2021年、ピピ美〈第2話Aパート / 再放送・リミックス版第7話Aパート〉）
- たくのみ。（枝垂ほたる）
- うさぎのマシュー（マシュー）
- 陰陽師・平安物語（かぐや姫）
- 百錬の覇王と聖約の戦乙女（クリスティーナ）
- 叛逆性ミリオンアーサー（2018年 - 2019年、山猫アーサー） - 2シリーズ
- おじゃる丸（2018年 - 2024年、さくら）

2019年
- ブギーポップは笑わない（百合原美奈子）
- 賭ケグルイ××（蟲喰恵利美）
- 五等分の花嫁（2019年 - 2024年、中野二乃） - 4シリーズ
- 聖闘士星矢 セインティア翔（カシオペア座のエルダ）
- 魔法少女特殊戦あすか（与那嶺ちさと）
- 上野さんは不器用（南峰）
- 可愛ければ変態でも好きになってくれますか?（朱鷺原紗雪）

2020年
- ファンタシースターオンライン2 エピソード・オラクル（イオ）
- 痛いのは嫌なので防御力に極振りしたいと思います。（2020年 - 2023年、フレデリカ） - 2シリーズ
- 妖怪学園Y 〜Nとの遭遇〜（2020年 - 2021年、大王路エマ、花子さん、狂爛の花子さん、マタロウ母）
- マギアレコード 魔法少女まどか☆マギカ外伝（2020年 - 2022年、アリナ・グレイ） - 3シリーズ
- ピーター・グリルと賢者の時間（2020年 - 2022年、ミミ・アルパカス） - 2シリーズ
- 宇崎ちゃんは遊びたい!（2020年 - 2022年、亜細亜実） - 2シリーズ
- キミと僕の最後の戦場、あるいは世界が始まる聖戦（2020年 - 2025年、璃洒・イン・エンパイア） - 2シリーズ
- NOBLESSE -ノブレス-（エルガ・ケネシス・ディ・ラスクレア）

2021年
- 蜘蛛ですが、なにか?（ソフィア・ケレン / 根岸彰子、ユーゴーを唆す謎の女）
- 宇宙なんちゃら こてつくん（2021年 - 2023年、ひかる）
- 究極進化したフルダイブRPGが現実よりもクソゲーだったら（如月玲於奈）
- すばらしきこのせかい The Animation（ライム）
- 探偵はもう、死んでいる。（夏凪渚）
- 100万の命の上に俺は立っている（ヤーナ）
- カノジョも彼女（2021年 - 2023年、星崎理香） - 2シリーズ
- Sonny Boy（こだま）
- メガトン級ムサシ（2021年 - 2023年、西野清夏） - 2シリーズ
- 闘神機ジーズフレーム（南宮麗雨）

2022年
- 終末のハーレム（神谷花蓮）
- 怪人開発部の黒井津さん（不滅のカミュラ）
- ポケットモンスター（ルチア）
- アキバ冥途戦争（チュキチュキつきちゃん店長）
- 恋愛フロップス（アメリア・アーヴィング）
- 悪役令嬢なのでラスボスを飼ってみました（セレナ・ジルベール）
- BLEACH 千年血戦篇（2022年 - 2023年、バンビエッタ・バスターバイン） - 2シリーズ
- アークナイツ（2022年 - 2025年、W） - 3シリーズ
- 「艦これ」いつかあの海で（2022年 - 2023年、大和）
- うちの師匠はしっぽがない（霧の圓紫）

2023年
- ノケモノたちの夜（ウィステリア）
- 久保さんは僕を許さない（平玉緒）
- 勇者が死んだ!（アンリ・ヘイズワーズ）
- 異世界でチート能力を手にした俺は、現実世界をも無双する〜レベルアップは人生を変えた〜（風間楓）
- アイドルマスター シンデレラガールズ U149（輿水幸子）
- デキる猫は今日も憂鬱（優芽）
- 葬送のフリーレン（アウラ）

2024年
- 女神のカフェテラス（千代田莉々歌）
- クレヨンしんちゃん（2024年 - 2025年、べかすかこ / ハルちゃん）
- 結婚するって、本当ですか（カオリー）

2025年
- 俺は星間国家の悪徳領主!（ニアス）
- 勘違いの工房主〜英雄パーティの元雑用係が、実は戦闘以外がSSSランクだったというよくある話〜（シーナ）
- ヴィジランテ-僕のヒーローアカデミア ILLEGALS-（美羽）

### 劇場アニメ
2010年
- 超劇場版ケロロ軍曹 誕生!究極ケロロ 奇跡の時空島であります!!（子供）

2011年
- 映画けいおん!（中野梓）

2013年
- 映画 ベルセルク 黄金時代篇III 降臨（エリカ）

2015年
- ガールズ&パンツァー 劇場版（島田愛里寿）
- 劇場版デート・ア・ライブ 万由里ジャッジメント（五河琴里）
- スナックワールド（マヨネ）

2016年
- 劇場版 艦これ（大和）
- スナックワールド 人嫌いのレニー（レニー）

2017年
- 劇場版 ソードアート・オンライン -オーディナル・スケール-（リーファ / 桐ヶ谷直葉）

2019年
- 映画 妖怪学園Y 猫はHEROになれるか（大王路エマ）
- 劇場版 新幹線変形ロボ シンカリオン 未来からきた神速のALFA-X（上田アズサ）

2022年
- DEEMO サクラノオト -あなたの奏でた音が、今も響く-（アリス）
- 映画 五等分の花嫁（中野二乃）
- 劇場版IDOL舞SHOW（森なが穂）

2024年
- がんばっていきまっしょい（寺尾梅子）

### OVA
2008年
- kiss×sis（2008年 - 2015年、住之江あこ）

2009年
- うたわれるもの（フミルィル）

2010年
- たまゆら（沢渡楓）
- ひよ恋（西山ひより）
- 魔法先生ネギま! もうひとつの世界Extra 魔法少女ユエ♥（エミリィ・セブンシープ）
- 名探偵コナン MAGIC FILE4 大阪お好み焼きオデッセイ（小西薫）
- 夢色パティシエール 胸キュン♥トロピカルアイランド!（バニラ）

2011年
- 怪物王女「孤島王女」（シャーウッド）
- 学園黙示録 ドリフターズ・オブ・ザ・デッド（希里ありす）
- 神のみぞ知るセカイOVA（高原歩美）
- T.P.さくら 〜タイムパラディンさくら〜 時空樹防衛戦（天枷美春）
- ゆるめいつ は?（サエの妹）

2012年
- Holy Knight（キャモット）
- 乙女はお姉さまに恋してる 2人のエルダー THE ANIMATION（神近香織理）
- 猫神やおよろず（メイ子）
- 魔法先生ネギま! ANIME FINAL（DVD版）（エミリィ・セブンシープ）
- ハイスクールD×D（2012年 - 2015年、塔城小猫） - 小説第13巻・第15巻・DX.1・DX.2 BD付限定版

2013年
- 暗殺教室（茅野カエデ） - ジャンプスーパーアニメツアー2013上映作品
- OVAの中に1人、妹がいる!（国立凛香）

2014年
- ツブ★ドル（大野さくら）
- ゆるゆり なちゅやちゅみ!（ミラクるん）

2015年
- たまゆら〜卒業写真〜（2015年 - 2016年、沢渡楓）
- DOG DAYS"（エクレール・マルティノッジ）

2017年
- はじめてのギャル（香椎結衣） - コミックス第5巻BD付き限定版

2019年
- ガールズ&パンツァー 最終章（2019年 - 2023年、島田愛里寿）
- 嫌な顔されながらおパンツ見せてもらいたい2（双葉夢乃、双葉華乃）

### Webアニメ
2010年代
- 俺の妹がこんなに可愛いわけがない（2011年 - 2013年、高坂桐乃） -  2シリーズ
- ポケットモンスター ブラック2・ホワイト2 紹介スペシャルムービー（2012年、ベル）
- ロボットガールズZ プラス（2015年、ボスボロッ娘〈ボスボロット〉）
- 弱酸性ミリオンアーサー（2016年、山猫アーサー）
- メガトン級ムサシ パイロットフィルム（2016年、西野夕夏）
- 青のストラーダ（2017年、瑠璃）
- 関節リウマチ疾患啓発アニメ メガネの魔法（2018年、ナナミ）
- 刹界エイトレイド（2018年 - 2019年、荒垣エレナ）
- 少女☆寸劇 オールスタァライト（2019年、叶美空）
- みにゆり（2019年、ミラクるん）

2020年代
- アイドルマスター シンデレラガールズ劇場 Extra Stage（2021年、輿水幸子）
- 雲の上はいつも、晴れ（2021年、望月かなえ）
- 人形学園（2022年、テスラ・Zero、テスラ）
- CINDERELLA GIRLS 10th Anniversary Celebration Animation ETERNITY MEMORIES（2022年、輿水幸子）

### ゲーム
2007年
- ソウルクレイドル 世界を喰らう者（ピーナ）

2008年
- 剣と魔法と学園モノ。（フェアリー・女）
- 桃色大戦ぱいろん（Type Melvin 09型、ライチ）

2009年
- KILLZVALD 〜最後の人間〜（月人パルテノス）
- トリニティ・ユニバース（ツバキ）
- ぼくのなつやすみ4 瀬戸内少年探偵団「ボクと秘密の地図」（妹さま）

2010年
- 君と一緒に（中島瑞穂）
- クイズマジックアカデミー7（ミュー）
- けいおん! 放課後ライブ!!（中野梓）
- 好きです鈴木くん!! 4人の鈴木くん（伊藤ちひろ）
- らぶでゅえ!（サイナ）

2011年
- 英雄伝説 碧の軌跡（シャーリィ・オルランド）
- 俺の妹がこんなに可愛いわけがない ポータブル（高坂桐乃）
- クイズマジックアカデミー8（ミュー）
- STAR DRIVER 輝きのタクト 銀河美少年伝説（シモーヌ・アラゴン）
- セブンスドラゴン2020
- つくものがたり（成瀬茜）
- T.P.さくら 〜タイムパラディンさくら〜（天枷美春）
- トイ・ウォーズ（ナイトメアB）
- 謎惑館 〜音の間に間に〜（中学後輩）
- とある魔術の禁書目録（硲舎佳茄）
- とある科学の超電磁砲（硲舎佳茄）
- ナナミの教えてEnglish DS 〜めざせTOEIC TESTマスター〜（ナナミ、エリ）
- ナナミの教えて英文法 DS 〜基礎から学ぶステップアップ学習〜（ナナミ、エリ）
- ノーラと刻の工房 霧の森の魔女（ノーラ・ブランドル）
- レジェンド オブ エッダ（女子プレーヤーキャラクター）
- 嫁コレ（沢渡楓、ツグミ、高坂桐乃、国立凛香、リーファ / 桐ヶ谷直葉、塔城小猫）

2012年
- いますぐお兄ちゃんに妹だっていいたい!（神崎未玖）
- 俺の妹がこんなに可愛いわけがない ポータブルが続くわけがない（高坂桐乃）
- ガールフレンド（仮）（2012年 - 2023年、小日向いちご、中野二乃、悠木美弥花）
- 機動戦士ガンダム エクストリームバーサス（2012年 - 2016年、セシア・アウェア、セシア・アウェア・アハト / セスト / ノーノ / プリモ） - 4作品
- キングダム ハーツ 3D ［ドリーム ドロップ ディスタンス］（ライム）
- クイズマジックアカデミー 〜賢者の扉〜（ミュー）
- クロヒョウ2 龍が如く 阿修羅編（あおい）
- コール オブ デューティ ブラックオプス II（アンダーソン）
- サイキック少女大戦!（三浦ヒロミ）
- 那由多の軌跡（クレハ）
- バカとテストと召喚獣 ポータブル（清水美春）
- ヒメヒメ ぶっきんぐ!（輝莉）
- ファンタシースターオンライン2（イオ、カリン、モニカ、アグネス、ヤミガラス、女性追加ボイス）
- 武装神姫 BATTLE MASTERS Mk.2（剣士型神姫 ジールベルン） - DLC追加キャラクター
- ペルソナ4 ジ・アルティメット イン マヨナカアリーナ（ラビリス、シャドウラビリス）
- リトルウィッチ パルフェ 〜黒猫魔法店物語〜（レネット・キルシュ）
- ルーンファクトリー4（ドルチェ）

2013年
- アイドルマスター シンデレラガールズ（2013年 - 2024年、輿水幸子） - 2作品
- 俺の妹がこんなに可愛いわけがない。HappyEND（高坂桐乃）
- ガールズ×マジック（加賀美ちほ）
- カジュアルチームバトル LOCO 〜 LAND OF CHAOS ONLINE 〜（ミンティ）
- 艦隊これくしょん -艦これ-（2013年 - 2022年、大和、夕雲、巻雲、秋雲、長波、松）
- クリスタル◆コンクエスト（アリシア）
- セブンスドラゴン2020-II
- ソードアート・オンライン -インフィニティ・モーメント-（リーファ / 桐ヶ谷直葉）
- デート・ア・ライブ 凜祢ユートピア（五河琴里）
- ドラッグオンドラグーン3（フォウ）
- ハイスクールD×D（塔城小猫）
- ヒットマン アブソリューション（ヴィクトリア）
- 姫奪!! デモンズサーガ（アスモデウス）
- ペルソナ4 ジ・アルティマックス ウルトラスープレックスホールド（ラビリス、シャドウラビリス）
- 亡国のラストレギオン（ロゼッタ）
- マクロス30 銀河を繋ぐ歌声（メイ・リーロン）
- 私がお世話してあげる!（杠かなめ）

2014年
- ウチの姫さまがいちばんカワイイ（2014年 - 2020年、愛姫 リィナ・プリンセラ、中野二乃）
- おつかえ乙女!（月島たまき）
- 機動戦士ガンダム外伝 ミッシングリンク（アンネローゼ・ローゼンハイン）
- CV 〜キャスティングボイス〜（内山紗彩）
- クイズマジックアカデミー 天の学舎（ミュー）
- ケイオスクルセイダーズ（エレメンタリスト）
- 激突! ブレイク学園（腐ガール）
- ゴールドリベリオン（ショコラ）
- 神話帝国ソウルサークル（太陽神アマテラス、月神アルテミス）
- ソードアート・オンライン -ホロウ・フラグメント-（リーファ / 桐ヶ谷直葉）
- デート・ア・ライブ 或守インストール（五河琴里）
- 電撃文庫 FIGHTING CLIMAX（2014年 - 2015年、高坂桐乃、リーファ） - 2作品
- ニセコイ ヨメイリ!?（おたま）
- ハイスクールD×D NEW FIGHT（塔城小猫）
- ヒーローズプレイスメント（越ヶ谷莉紗）
- 魔法少女ピクシープリンセス（神宮寺のばら / ピクシーローズ）
- モンスターハンター メゼポルタ開拓記（エシャロット、ルシア）
- ロボットガールズZ ONLINE（ボスボロッ娘〈ボスボロット〉）
- ワンダーフリック（ラトリー）

2015年
- インフィニット・ドライブ
- ガールフレンド（仮） きみと過ごす夏休み（小日向いちご）
- ザクセスヘブン リベリオン（萌黄）
- 白猫プロジェクト（ショコラ）
- 新次元ゲイム ネプテューヌVII（ビーシャ）
- スカルガールズ 2ndアンコール（フィリア）
- ソードアート・オンライン -ロスト・ソング-（リーファ / 桐ヶ谷直葉）
- DEEMO〜ラスト・リサイタル〜（少女）
- デート・ア・ライブ Twin Edition 凜緒リンカーネイション（五河琴里）
- デジモンストーリー サイバースルゥース（田和玲子）
- ドラゴンクエストVIII 空と海と大地と呪われし姫君（ゼシカ）
- ドラゴンクエストヒーローズ 闇竜と世界樹の城（ゼシカ）
- ハイスクールD×D ソーシャルゲーム（塔城小猫）
- リトル ノア（ノア）
- リベリオン ブレイド（レミィ）
- レイヴン（エルフ）

2016年
- イノセントベイン（ナンシー）
- SDガンダム GGENERATION GENESIS（アンネローゼ・ローゼンハイン、マイキャラクターボイス女性1）
- OZ Chrono Chronicle（ラビオラ）
- オルタナティブガールズ（悠木美弥花）
- グランブルーファンタジー（2016年 - 2024年、ファナ・ストーン、クピタン、竜宮民、輿水幸子）
- ゴクジョッ。〜極楽院女子高寮物語〜 奪! パンツこれくしょん（栗橋南）
- スカルガールズ 2ndアンコール（フィリア）
- STARLY GIRLS -Episode Starsia-（サルガス）
- ソードアート・オンライン -ホロウ・リアリゼーション-（リーファ / 桐ヶ谷直葉）
- 蒼空のリベラシオン（セシル）
- ダービースタリオン マスターズ（はむリン）
- ディバインゲート（ヒカリ）
- 東京ダンジョンRPG ひめローグっ!（神木凛）
- ドラゴンクエストヒーローズII 双子の王と予言の終わり（ゼシカ）
- にゃんにゃん（フィービー）
- ファンタシースターオンライン2 es（2016年 - 2020年、ヤミガラス、アーレスタリス、イオ、ダーフアクール）
- ベルセルク無双（エリカ）
- りっく☆じあーす（90式戦車 戦車教導隊Ver、チーフテンMk.11、PAH-1A1、AV-22オスプレイ）
- リング☆ドリーム 女子プロレス大戦（田和玲子）
- ワールド オブ ファイナルファンタジー（タマ、アチョ）
- ワールドチェイン（エリザベス一世）

2017年
- アクセル・ワールド VS ソードアート・オンライン 千年の黄昏（リーファ）
- アナザーエデン 時空を超える猫（アルテナ）
- ブラックローズサスペクツ（星宮・メロディー・クルーズ）
- ルナプリ from 天使帝國（ソマリ）
- 陰陽師本格幻想RPG（かぐや姫）
- 御城プロジェクト:RE（紫禁城）
- プロジェクト東京ドールズ（アヤ）
- エターナル・スターダスト（星川霞）
- ブレイブソード×ブレイズソウル（2017年 - 2020年、バハムート＝オメガ、バハムート、バハムート＝ミラ、イザナギ、バハムート＝ミラ＝ロスト）
- スナックワールド トレジャラーズ（マヨネ）
- かんぱに☆ガールズ（クウェス・イクウェル）
- 英雄伝説 閃の軌跡 III（シャーリィ・オルランド、リンデ、ゼシカ・シュライデン）
- モンスターストライク（2017年 - 2024年、高坂桐乃、リーファ、アベル、アウラ、中野二乃）
- クロノスエイジ（アリス）
- いただきストリート ドラゴンクエスト&ファイナルファンタジー 30th ANNIVERSARY（ゼシカ）
- ドラゴンクエスト ライバルズ（ゼシカ）
- マギアレコード 魔法少女まどか☆マギカ外伝（2017年 - 2022年、アリナ・グレイ）
- ゼノブレイド2（ヤエギリ）
- R.E.D 〜RAGE EXTINGUISH DAY〜（香香）

2018年
- 崩壊3rd（ニコラ・テスラ、武装人形「テスラ・Zero」）
- ソードアート・オンライン フェイタル・バレット（リーファ）
- ガールズ&パンツァー ドリームタンクマッチ（島田愛里寿）
- ドールズオーダー（パーシヴァル）
- 妖怪ウォッチ ぷにぷに（2018年 - 2023年、マヨネ、トイレの花子さん、狂瀾の花子さん、中野二乃）
- 神無月（リアス）
- 決戦！平安京（かぐや姫）
- ペルソナ3 ダンシング・ムーンナイト（ラビリス）
- ペルソナ5 ダンシング・スターナイト（ラビリス）
- BLAZBLUE CROSS TAG BATTLE（ラビリス）
- ヴァイタルギア（ロア）
- ザンキゼロ（真白ユマ）
- スカルガールズ モバイル（フィリア）
- きららファンタジア（中野梓）
- 電撃文庫：CROSSING VOID（高坂桐乃） - 海外向けアプリゲーム
- スカイフォート・プリンセス（エリカ）
- 英雄伝説 閃の軌跡IV -THE END OF SAGA-（シャーリィ・オルランド、リンデ、ゼシカ・シュライデン>）
- ゲシュタルト・オーディン（北条シオン、山猫アーサー）
- 少女☆歌劇 レヴュースタァライト -Re LIVE-（2018年 - 2024年、叶美空）
- CARAVAN STORIES（マーサ）
- 機動戦士ガンダム エクストリームバーサス2（2018年 - 2025年、セシア・アウェア、セシア・アウェア・アハト / セスト / ノーノ / プリモ） - 4作品
- ましろウィッチ 真夜中のメルヒェン（クレア・カミトキ・クリーヴァ）
- パズル&ドラゴンズ（リーファ）

2019年
- ダークリベリオン（リディア、フローラ）
- ビーナスイレブンびびっど!（楽々浦るい、中野二乃）
- RELEASE THE SPYCE secret fragrance（轟葉栖美）
- 47 HEROINES（柳野彩華）
- キングスレイド（パンシローネ）
- クイーンズブレイド WHITE TRIANGLE（アルドラ）
- ダンジョンに出会いを求めるのは間違っているだろうか 〜メモリア・フレーゼ〜（五河琴里）
- エンゲージプリンセス〜眠れる姫君と夢の魔法使い〜（恋神ウルリラ、高坂桐乃）
- ワンダーグラビティ 〜ピノと重力使い〜（リルレロ）
- ファンタジーライフオンライン（スノウ）
- リンクスリングス（リディア）
- League of Legends（キヤナ）
- ルーンファクトリー4 スペシャル（ドルチェ）
- 逆転オセロニア（タオ・スー）
- 姫麻雀（エリノ・D・リベリア）
- ポケモンマスターズ / EX（2019年 - 2024年、アイリス）
- ソウルワーカー（チイ・アルエル）
- クロス×ロゴス（トントン）
- フードファンタジー（ライス）
- アークオーダー（ラタトスク）
- 英語とクイズのココロセカイ（中野二乃）
- クラッシュフィーバー（五河琴里）
- DEEMO -Reborn-（少女）
- 放置少女〜百花繚乱の萌姫たち〜（2019年 - 2022年、源頼光、夏侯淵、劉表、中野二乃）

2020年
- 痛いのは嫌なので防御力に極振りしたいと思います。〜らいんうぉーず!〜（フレデリカ）
- ブレイドストーリー（中野二乃）
- アークナイツ（W）
- 白猫テニス（中野二乃）
- MASS FOR THE DEAD（五河琴里）
- BLEACH Brave Souls（バンビエッタ・バスターバイン）
- セイクリッドブレイド（シャノン）
- メガミラクルフォース（五河琴里）
- エレメンタルストーリー（中野二乃）
- キャサリン・フルボディ for Nintendo Switch（キャサリン〈生意気後輩〉）
- ソードアート・オンライン アリシゼーション リコリス（リーファ）
- レッド: プライドオブエデン（筱）
- ワールドフリッパー（ボタン）
- 雀魂（藤本キララ、寺崎千穂理）
- 妖怪学園Y 〜ワイワイ学園生活〜（大王路エマ、花子さん）
- アイ・アム・マジカミ（中野二乃）
- エースアーチャー（タケミカヅチ）
- 宮ノ計（綺羅）
- デート・ア・ライブ 蓮ディストピア（五河琴里）
- 五等分の花嫁 五つ子ちゃんはパズルを五等分できない。（中野二乃）
- RANBU 三国志乱舞（袁術）
- アリス・ギア・アイギス（アヤ）
- イドラ ファンタシースターサーガ（イオ）
- ユニゾンリーグ（中野二乃）
- ファンタジア・リビルド（五河琴里、塔城小猫）

2021年
- ひめがみ神楽（蘇妲己）
- 百鬼異聞録〜妖怪カードバトル〜（かぐや姫）
- メルヘンフォーレスト（メルン）
- アイドルマスター ポップリンクス（輿水幸子）
- 五等分の花嫁∬ 〜夏の思い出も五等分〜（中野二乃）
- ブラック・サージナイト（萩風、マハン）
- 共闘ことばRPG コトダマン（中野ニ乃）
- 少女廻戦 時空恋姫の万華境界へ（孫策）
- パズルガールズ（幽霊船X、白露）
- 新すばらしきこのせかい（尾藤来夢）
- 終末のアーカーシャ（ネコ、キョウ・エン）
- フィギュアストーリー（凛、クロセル）
- シノビマスター 閃乱カグラ NEW LINK（塔城小猫）
- ラグナドール 妖しき皇帝と終焉の夜叉姫（魔魅）
- 真・女神転生V（ジョカ）
- メガトン級ムサシ（西野清夏）

2022年
- 彼女、お借りします ヒロインオールスターズ（夜間瀬玻璃）
- アイドルマスター ミリオンライブ! シアターデイズ（リーファ）
- アサルトリリィ Last Bullet（五河琴里）
- 映画「五等分の花嫁」 〜君と過ごした五つの思い出〜（中野二乃）
- リトル ノア 楽園の後継者（ノア）
- 神界奇伝〜八百万神の幻想譚〜（不知火）
- Tower of Fantasy（幻塔）（エイジス）
- モリノファンタジー：世界樹の伝説（砲士）
- ユアマジェスティ（カンタレラ）
- 勝利の女神:NIKKE（プリバティ）
- ソードアート・オンライン ヴァリアント・ショウダウン（リーファ）
- 風のファンタジア（マリア）

2023年
- 五等分の花嫁 ごとぱずストーリー（中野ニ乃）
- 超次元ゲイム ネプテューヌ GameMaker R:Evolution（ビーシャ）
- 五等分の花嫁 〜彼女と交わす五つの約束〜（中野ニ乃）
- ソードアート・オンライン LAST RECOLLECTION（リーファ）
- 東方幻想エクリプス（レミリア・スカーレット）
- タイムギャル リバース（レイカ）
- 原神（千織）

2024年
- キノコ伝説（ランプの女神）
- De:Lithe Last Memories（津上アヤカ）
- 真・女神転生V Vengeance（ジョカ）
- ゴシックは魔法乙女〜さっさと契約しなさい!〜（レミリア・スカーレット）
- 五等分の花嫁 ごとぱずストーリー 2nd（中野ニ乃）
- レゾナンス:無限号列車（葉珏）
- アッシュエコーズ

2025年
- 魔法少女まどか☆マギカ Magia Exedra（A-Q、アリナ・グレイ）

### アプリ
- ♂モット!!恋愛主義♀ 美少女ゲーム「空色の季節」（泉彩音）
- 声優+plus
- 女子高生ちえの社長日記（山本ちえ）
- マジカル☆ドリーマーズ（マリシア・アディネ）
- ハーモニー時計 by ハルモニアの気がかり
- みみふく（桜木葵[414]）
- ライオン社「グロンサン新お疲れさんアラーム 日本一のモーニングコール」
- RZ声優リモ
- 俺の妹がこんなに可愛いわけがないiP（高坂桐乃）
- LINE プレイ（エレナ[415]）

### パチンコ・パチスロ
- パチンコDX『SUN☆SUN OCEAN』（夕城きらら）
- ハイパー娘（本条ルカ）
- ぱちんこRio（ミント・クラーク）
- CR 銀河乙女（2017年、エルナト皇国第1皇女 ミレイユ・アントワネット）
- パチスロ 沖ドキ（カナちゃん）
- ドリスタせかんど（2017年、ミント）
- CR 世界でいちばん強くなりたい!（2017年、萩原さくら[416]）
- パチスロ 世界でいちばん強くなりたい（2017年、萩原さくら）
- パチスロ GI優駿倶楽部3（2021年、馬宮まい）
- P 俺の妹がこんなに可愛いわけがない。（2025年、高坂桐乃）
- スマスロ マギアレコード 魔法少女まどか☆マギカ外伝（2025年、アリナ・グレイ）
- e マギアレコード 魔法少女まどか☆マギカ外伝（2025年、アリナ・グレイ）

### ドラマCD
時期不明
- 僕は妹に恋をする ドラマCD（ガヤ、女子生徒）

2009年
- キューティクル探偵因幡（ステラ）
- Drama CD 薔薇嬢のキス〜rose2〜（女子生徒）
- Rio Sound Hustle! -Mint盛-（ミント・クラーク）※ドラマパート

2010年
- おれと一乃のゲーム同好会活動日誌 Vol.1 「最終楽章は華やかに」（沢村キリカ）
- 俺の妹がこんなに可愛いわけがない（高坂桐乃）
- kiss×sis ドラマCD Vol.1・2（住之江あこ）
- 迷い猫オーバーラン! ドラマCD（霧谷希）
- 夢色パティシエール きらきら☆ミュージック（バニラ）※ミニドラマ内に出演
- らんらんコミックドラマCD（りんりん）

2011年
- アイドルのマネジメントが大変で眠れないCD（梶山杏奈）
- かんなぎ家へようこそ! featuring 帯刀帯（巫ハナ）
- 学園ベビーシッターズ（熊塚奇凛）※LaLa 2011年7月号付録
- 月刊コミックアース・スター付録CD『東京自転車少女。』（島野いるか）
- 子ひつじは迷わない 走るひつじが1ぴき・前編（仙波明希）
- シュレディンガーの猫耳少女（ジルヴィア・エーヴィヒカイト）
- 純血+彼氏（架南）※コミックス第3・4巻ドラマCD付き特装版
- ZONE-00 劇-I section CHERRY（白百合姫）
- ZONE-00 劇-II section KNIGHT（白百合姫）
- つきツキ!（南条なずな）
- 東京自転車少女。（島野いるか）
- DOG DAYS ドラマBOX vol.1・2・3（エクレール・マルティノッジ）
- 取り合いドラマCD「修羅場!」〜おまえら、俺をめぐって争うんじゃない!〜 第2巻
- 魔法先生ネギま! もうひとつの世界Extra 魔法少女ユエ♥想い出のひととき（エミリィ・セブンシープ）
- ほしいもパラダイス2 〜万能ネギ男を救出せよ!〜（ドライ・ストロベリー）
- 恋愛遺伝子XX（古城アオイ）

2012年
- 『アクセル・ワールド』+『ソードアート・オンライン』ドラマCD（リーファ）
- おれと一乃のゲーム同好会活動日誌 Vol.2 「ラストナンバーを鮮烈に」（沢村キリカ）
- おれと一乃のゲーム同好会活動日誌 Vol.3 「終止線の向こう側」（沢村キリカ）
- 寄生彼女サナ（増川桜）
- 10歳の保健体育（似鳥はみる）※小説第5巻ドラマCD付き特装版
- 消臭妖精ノール（ノール）
- ヒメヒメ ぶっきんぐ!（輝莉）
- ふしぎ工房症候群 ドラマCD「あの日の約束」（私）
- ふしぎ工房症候群 ドラマCD「風の軌跡」（私）
- 魔術士オーフェンはぐれ旅 約束の地で（ラッツベイン・フィンランディ）
- わたしに××しなさい!（水野マミ）※コミックス第8 - 10巻ドラマCD付き特装版

2013年
- アイドルマスター シンデレラガールズ コミックアンソロジー cute VOL.2 付属 キュートなドラマCD（輿水幸子）
- 小悪魔ティーリと救世主!? ドラマCD（仮）（ティーリ）
- 絶対防衛レヴィアタン ドラマCD Vol.1（ヨルムンガンド）
- ハルモニアの気がかり（ハーモニー）
- 魔術士オーフェンはぐれ旅 女神未来（上）（ラッツベイン・フィンランディ）
- レーカン!（小川真琴）

2014年
- THE IDOLM@STER CINDERELLA GIRLS 2ndLIVE PARTY M@GIC!! PARTY M@GIC SPECIAL ドラマCD PARTY TIMEは終わらない（輿水幸子）
- 10歳の保健体育（似鳥はみる）※小説第7巻ドラマCD付き特装版
- 聖剣使いの禁呪詠唱（嵐城サツキ）※6巻ドラマCD付き限定特装版
- 電波教師（千波花音）※単行本12巻限定版付属ドラマCD
- 魔術士オーフェンはぐれ旅 女神未来（下）（ラッツベイン・フィンランディ）

2017年
- エロマンガ先生×俺の妹がこんなに可愛いわけがない コラボレーションドラマCD（高坂桐乃）※エロマンガ先生Blu-ray&DVD第2・6巻完全生産限定版

2018年
- キノの旅 -the Beautiful World- the Animated Series「祝福のつもり」-How Much Do I Pay For?-（ラファ） - Blu-ray中巻特典CD

2019年
- 真の仲間じゃないと勇者のパーティーを追い出されたので、辺境でスローライフすることにしました（ルーティ）※小説第5巻ドラマCD付き特装版

2020年
- 一億年ボタンを連打した俺は、気付いたら最強になっていた 〜落第剣士の学院無双〜（リア＝ヴェステリア）※小説第4巻ドラマCD付き特装版
- ねこぐらし。（シロ猫）※ダウンロード専売
- 萌えよ!戦車学校（乃木典子）※戦後編III型ドラマCD付き特装版
- 魔道祖師 日本語版ラジオドラマ（江厭離〈こうえんり〉)

2021年
- 五等分の花嫁∬ 〜夏の思い出も五等分〜 限定版特典ドラマCD（中野二乃）

### 朗読CD
- ふしぎ工房症候群 オリジナル朗読CD Premium 2「居場所をください」

### 朗読公演
- STORY LIVE　竹達彩奈　『ろろるいの家』（2020年9月28日、ミクサライブ東京 ホールミクサ）[428]
- 星降る街 2024（2024年7月6日、詩織、大手町三井ホール[429]）

### 吹き替え

#### 映画（吹き替え）
- ジェクシー! スマホを変えただけなのに（2020年、ケイト〈アレクサンドラ・シップ〉[430]）

#### ドラマ
- ジーニアス:世紀の天才 アインシュタイン（2017年、幼少期のハンス・アルベルト・アインシュタイン〈イードン・ヘイハースト〉、アリス・エドワーズ〈ディキシー・エジャリック〉[431]）

#### アニメ
- アングリーバード2（2020年、シルヴァー[432]）
- ウィッシュ（2023年、バジーマ[433]）

### デジタルコミック
- VOMIC ヘタコイ（2008年、倉橋レナ）
- VOMIC 魔神のガルド!（2013年、バッケ）
- ENSOKU 勝利の女神だって野球したい!（2014年、友坂知恵莉[434]）
- TERRACE HORSE THE COMIC（2019年、都秋華）[435]
- 殺陣ロール（2023年、絡繰花音[436]）
- 死ニガミ少女とスマホ神（2023年、リン[437]）
- ラブコメと怪獣退治の不文律（2023年、円城つぶら[438]）
- キメラプロジェクト:ゼロ（2024年、イチゴ[439]、一期）
- 半人前の恋人（2024年、杉崎響子[440]）

### 特撮
- 快盗戦隊ルパンレンジャーVS警察戦隊パトレンジャー（2018年 - 2019年、ゴーシュ・ル・メドゥの声[441]）
- 快盗戦隊ルパンレンジャー＋警察戦隊パトレンジャー 〜究極の変合体!〜（2018年、ゴーシュ・ル・メドゥの声）
- 快盗戦隊ルパンレンジャーVS警察戦隊パトレンジャー en film（2018年、ゴーシュ・ル・メドゥの声）

### ラジオ
※はインターネット配信。
- kiss×sis〜ゼロから始めるラジオ〜（2009年、Yahoo!動画※）
- 竹達彩奈と巽悠衣子のkiss×sis公開生放送（2009年、超!A&G+※）
- kiss×sis〜ゼロから始めるラジオ〜 『Kiss×sis』OAD付きコミックス第4巻 発売記念公開録音（2009年、アニメイトTV※）
- kiss×sis〜1から始めるお姉ちゃんラジオ〜（2010年、アニメイトTV※）
- kiss×sis〜携帯から教えるお姉ちゃんラジオ〜（2010年、声優アニメイト※）
- 竹達・沼倉の初めてでもいいですか?（2009年 - 2013年、超!A&G+※）
  - 竹達・沼倉の初ラジ!（2014年 - 2023年、超!A&G+※）
- Rio Super Carnival Radio（2010年、音泉※）
- 迷い猫 聴いてごラン!（2010年、アニメイトTV※・HiBiKi Radio Station※・音泉※）
- らじおん!!（2010年、TBSけいおん!!公式サイト※）
- たまゆらじお（2010年、『たまゆら』アニメ公式サイト※）
  - たまゆらじお 〜hitotose〜（2011年 - 2012年、『たまゆら』アニメ公式サイト※）
- 俺の妹が（ラジオでも）こんなに可愛いわけがない（2010年 - 2011年、俺の妹がこんなに可愛いわけがない公式サイト※）
  - 俺の妹が（ラジオでも）こんなに可愛いわけがない。（2013年、俺の妹がこんなに可愛いわけがない公式サイト※）
- えむえむっ!ラジオ 第二ボランティア部 出張所（2010年 - 2010年、ランティスウェブラジオ※・音泉※）
- 竹達彩奈のオールナイトニッポンモバイル（2011年 - 2016年、ニッポン放送）
- モバラジ研究会（2012年、ニッポン放送）
- 竹達彩奈 My Sweets Home[442]（2013年 - 2014年、マリン・エンタテインメント※）
- 碧と彩奈のラ・プチミレディオ（2013年 - 2019年、文化放送）
- 竹達彩奈 文野はじめのNOVELiDOLラジオ（2015年、超!A&G+※）
- 雪印メグミルク Presents 竹達彩奈 ゆきこたんのMilk＆Coffee Time[443][注 4]（2015年1月3日 - 3月28日、文化放送）
- 「ラジオ おくさまが生徒会長!」パーソナリティが生徒会!（2015年、ラジオ関西）
- 竹達彩奈「ひみつのラジオ」〜あやラジ〜[444]（2017年 - 2019年6月、超!A&G+※）
- はじめてのギャル がっきゅとあやち☺はじめてのラジオ（2017年、音泉※）[445]
- 〜竹達彩奈の基礎知識〜（2017年、マンガPark※）[446]
- Radio citrus secret love affair ×××.（2017年 - 2018年、音泉※）[447]
- 竹達彩奈のうらなう番組 〜タイトルは画数で決めました〜（2018年、音泉※）[448]
- 変好きラジオ 〜可愛ければ変態でもラジオを聞いてくれますか？〜（2019年、音泉※）[449]
- 究極進化したフルダイブRPGが現実よりもクソゲーだったら 極・ラジオ（2021年 - 、音泉※）[450]
- 川島明 そもそもの話（2024年5月11日、TOKYO FM）[451]

### ナレーション
テレビ番組
- あにてれ Presents アニソンぷらす+（2009年11月度ナレーション担当、テレビ東京）
- TBS24時（2012年7月23日、TBSテレビ）
- 大久保じゃあナイト（2013年4月28日 - 2014年3月23日、TBSテレビ）
- おーくぼんぼん（2014年4月25日 - 、TBSテレビ）
- イチから住 〜前略、移住しました〜（2015年4月12日 - 、テレビ朝日）
- AKB48の今夜はお泊まりッ（2015年10月6日 - 12月22日、日本テレビ）
- ワールドべたペディア（2017年9月22日、日本テレビ）
- ニュージーランド ペンギンの王国（2018年8月2日、ナショジオ ワイルド）
- リモコンWARS〜今夜日本の大事なものとられます〜（2018年8月7日、NHK）
- ZIP! 流行ニュース Boomers（2018年8月24日・2019年1月15日、日本テレビ）
- 美しきアメリカ：辺境の地へ（2019年3月26日、ナショジオ ワイルド）
- バナナマンのドライブスリー（2019年5月14日、テレビ朝日）
- ドキュメンタリー スマホ見せてください!〜大阪〜（2019年5月26日、NHK）
- 生放送クイズバトル リモコンWARS（2019年8月13日、NHK）
- オトナのストレッチマン（2019年10月29日、Eテレ）
- ワンダー・オブ・オーシャン：不思議な世界（2020年4月18日、ナショジオ ワイルド）
- かまいガチ（2021年4月16日、テレビ朝日）

CM
- コナミ
- 江崎グリコ『グリコ』
- 小学館『謎解きはディナーのあとで』（宝生麗子）
- バンダイナムコゲームス『THE IDOLM@STER 2』（PS3）#4『ウサミミと言ったらネ!編』
- ケンタッキー『ケンタッキー テーブルウェア 「スージー・ズー」篇』（ララ）
- おやつカンパニー『ベビースターラーメン柿の種3種ミックス』サウンドロゴ（コーポレートロゴ）
- MILKFED. BACKPACK BOOK RED ver.
- 恋する家電（冷蔵庫、電子レンジ、掃除機、洗濯機）
- Yahoo! JAPAN WEBCM『3.11企画 いま、わたしができること』
- サッポロ一番 WEBCM（ナレーション）
- KADOKAWA『ゴーストハント』 ラジオCM（ナレーション）
- KADOKAWA『神は遊戯に飢えている。』2巻 TVCM（ナレーション）

### テレビ番組
※はインターネット配信。
- おーい竹達!ゲームしようぜ!（2013年 - 2016年、ニコニコ生放送※）
- プンプン丸の部屋（2017年、OPENREC.tv※）
- 竹達彩奈TV（2017年 - 2018年、ニコニコ生放送※）
- 竹達彩奈・鬼頭明里「あやなとあかりのにくのくに」（2018年、SHOWROOM※）
- 踊る!さんま御殿!!
  - 夏の超特大3時間SP（2021年、日本テレビ）
  - 秋の超豊作 さんま御殿 メダリスト＆大物2世イライラ美人妻の逆襲（2021年10月12日、日本テレビ）

### 映像商品
- イメージ映像
  - あやち 〜東京→南の島〜
  - あやち 〜オーストラリアの旅〜
  - あやち 〜イタリアの旅
  - Ayana Holiday in Hawaii
  - Ayana Holiday in Italy
- 竹達・沼倉の初めてでもいいですか?
  - 竹達・沼倉の初めてでもいいですか? ブログDVD[注 5]
  - 竹達・沼倉の初めてでもいいですか? ブログDVD 2
  - 初ラジブルーレイ 海を越えてもいいですか?デート編、スポーツ編
  - 竹達・沼倉の初ラジ！見るとご飯が食べたくなるDVD 軽井沢を食べ尽くす
- 宝探し 〜至高のペルソナ〜 in マザー牧場
- このラジオ中に1人、妹がいる!? アーカイブDVD 私のシュークリーム大作戦!
- つれゲー 竹達彩奈&巽悠衣子×サイレントヒル4 ザ・ルーム DVD
- 竹達彩奈のMy Sweets Home vol.1・2 DVD

### CM
- 吉野家「アタマの大盛」（2014年） - Web CM[31][32]
- おやつカンパニー「ベビースターラーメン柿の種3種ミックス」（2016年） ※ Web CM[455]
- ダイドードリンコ「ダイドーブレンド デミタス微糖」（2017年） - 結井彩香 役[456]
- マクドナルド
  - 「ビッグマックベーコン」（2018年） - Web CM
  - 「乗かるび」（2019年） - Web CM
  - 「グラコロ」（2019年） - 丹野サキ 役。オーディオドラマ「あったかいって、ごほうびだ。」にも出演、前田敦子・愛美とともにCMソングも担当[457]
- ローソンの運転免許（2018年） - Web CM
- PayPay（2019年） - Web CM
- リクルート「スーモ」（2020年） - Web CM・ラジオCM
- ミツカン（2020年） - Web CM

### テレビドラマ
- ちょい☆ドラ2017〜人生でエモいことは10分で起こる〜「ロボカトー中島と花沢さん」（2017年12月28日、NHK総合）花沢さん
- 世にも奇妙な物語’18春の特別編「フォロワー」（2018年5月12日、フジテレビ）ミミ子の声
- ワケあって火星に住みました〜エラバレシ4ニン〜 第3話（2020年2月8日、WOWOW）園部

### ネットドラマ
- 走れ!サユリちゃん（2015年11月27日配信、日テレ無料TADA / Umabi） - 馬場サユリ 声の出演[458]

### 映画
- ライトノベルの楽しい書き方（2010年12月4日公開、アートポート） - 市古ゆうな 役
- やっさだるマン（2018年4月21日公開、スターキャット） - 礒合優那 役

### 朗読劇
- 朗読劇 私の頭の中の消しゴム 7th letter（薫）
- 朗読劇 しっぽのなかまたち4
- 朗読舞台『それから』（三千代）

### 自動放送・音声案内

#### 駅自動放送
- 京浜急行電鉄
  - 京急本線：汐入駅（沢渡楓、2011年10月9日限定） [459]

#### 車内放送
- 千葉都市モノレール（高坂桐乃、2013年6月8日 - 2014年3月31日・花澤香菜と共に[460]）

#### その他音声案内など
- 箱根 彫刻の森美術館（音声ガイダンス、2012年12月 - ）
- 科学技術館（展示・閉館アナウンス、2012年12月 - ）
- マチアソビ vol.10 眉山ロープウェイアナウンス（高坂桐乃、2013年5月3日 - 2013年5月5日）
- 広島広域公園陸上競技場（エディオンスタジアム広島）特別アナウンス（沢渡楓、2013年7月13日限定）
- 吉野家（店内放送、2014年3月3日 - 3月31日）[7]
- TOWERanime LALAガーデンつくば店 開店・閉店アナウンス （田和玲子、2014年1月28日 - ）
- 呉市海事歴史科学館(大和ミュージアム) 多言語音声ガイド（日本語）（2018年2月 - ）
- 広島県三原市の道の駅 音声ガイド（2018年4月 - ）
- ミズイロノトキメキ すみだ水族館 京都水族館（恋愛シミュレーションゲーム風音声ガイド）（2019年12月13日 - )

### PV
- ダンジョン・スクールデスゲーム 2発売記念PV（2019年、三枝勇希[461]）
- 真の仲間じゃないと勇者のパーティーを追い出されたので、辺境でスローライフすることにしました 紹介PV（2019年、ナレーション[462]）
- カノジョも彼女（2020年、佐木咲[463]）
- 探偵はもう、死んでいる。（2020年、夏凪渚）
- しゅうまつの小日向さん 2巻発売PV（2021年、ナレーション[464]）
- 甘神さんちの縁結び（2022年、甘神朝姫[465]）

### その他コンテンツ
- けいおん! デスクトップアクセサリー（中野梓）
- ときドキ時計（松本あかり〈妹〉）
- RZ声優リモ
- クラリオン ダウンロードボイス（橘水月）（2012年7月4日）
- 日本公認会計士協会 職業紹介DVD「転校生は公認会計士!」（遠藤マイ）
- タワーレコードアニメ専門店「TOWERanime（タワーアニメ）」キャラクターボイス（田和玲子）
- 俺の妹。号オリジナル目覚まし時計（高坂桐乃）
- サンデーCM劇場『電波教師』（千波花音）
- 『スーパーヒロイン学園』インサイドボイスドラマ（2014年、和迩黒子[466]）
- 多数決ドラマ『俺の妹がこんなに可愛いわけがない featuring エロマンガ先生』（2015年 - 2016年、高坂桐乃）
- Let's天才てれびくん（こまちまちこ）
- 信濃グランセローズ（BCリーグ） BPフェアリーズプロジェクト（女神さま[467]）
- NHKニュース・防災アプリ気象キャラクター 春ちゃん 「紙芝居動画」（2017年 - 、冬ちゃん[468]）
- 「肉フェス」公式ゆるキャラ（くーちゃん）（2018年 - ）
- マコさんは死んでも自立しない（コラボグラビア）（2018年4月18日）
- 肉（自身バースデーイベント昼の部にて）（2018年6月23日）
- 吉野家（牛どて煮丼応援団長）（2018年 - ）
- 三田製麺所（応援メッセージ）（2018年 - ）
- COOL CHOICE（君野イマ・君野ミライ）（2018年 - ）
- ひだまりラリアット（佐々木のりこ）（2018年 - ）
- 竹達彩奈×富士急ハイランド「あやちハイランド」（園内放送、アトラクションアナウンス）（2019年1月26日 - 2月17日）
- 三田製麺所×竹達彩奈コラボ（あやち推し麺セットを期間限定販売）（2019年1月21日 - 3月31日）
- 肉フェス 竹達彩奈×VILLAGE VANGUARD（コラボグッズ）（2019年4月26日 - ）
- 竹達彩奈×ポチャッコ コラボグッズ先行発売&記念トークショーinサンリオピューロランド（2019年5月4日）
- 彼女、お借りします×竹達彩奈 TikTok（コラボ動画）（2019年 - ）
- 闇金ウシジマくん（ニコニコ生放送での朗読）（2019年6月8日）
- 声優×怪談（第1夜）「赤の怪談」[469]（2019年8月14日）
- 声優×怪談（第2夜）「黒の怪談」[469]（2019年8月15日）
- リラクゼーションアプリ【cocorus】（2019年12月11日)
- 沢井製薬ミライラボ（朗読動画）（2020年8月25日）
- STORY LIVE第5回「ろろるいの家」（朗読動画）（2020年9月28日）
- 白間美瑠のサクラバシ919「ユアマジェスティ ボイスドラマ」（2022年、カンタレラ、ラジオ大阪）

## ディスコグラフィ

### シングル
|            | 発売日         | タイトル                     | 規格品番   | 規格品番   | オリコン 最高位 |
| 初回限定盤 | 発売日         | タイトル                     | 通常盤     |            | オリコン 最高位 |
| ---------- | -------------- | ---------------------------- | ---------- | ---------- | --------------- |
| 1st        | 2012年4月11日  | Sinfonia! Sinfonia!!!        | PCCG-01272 | PCCG-70136 | 7位             |
| 2nd        | 2012年9月12日  | ♪の国のアリス                | PCCG-01298 | PCCG-70162 | 10位            |
| 3rd        | 2013年1月9日   | 時空ツアーズ                 | PCCG-01318 | PCCG-70171 | 10位            |
| 4th        | 2013年12月4日  | 週末シンデレラ               | PCCG-01376 | PCCG-70198 | 16位            |
| 5th        | 2014年6月4日   | わんだふるワールド           | PCCG-01404 | PCCG-70212 | 11位            |
| 6th        | 2014年10月15日 | 齧りかけの林檎               | PCCG-01427 | PCCG-70222 | 15位            |
| 7th        | 2015年11月4日  | Little*Lion*Heart            | PCCG-01488 | PCCG-70272 | 17位            |
| 8th        | 2016年1月27日  | Hey!カロリーQueen            | PCCG-01499 | PCCG-70290 | 19位            |
| 9th        | 2016年6月22日  | Miss.Revolutionist           | PCCG-01528 | PCCG-70318 | 25位            |
| 10th       | 2018年1月31日  | OH MY シュガーフィーリング!! | PCCG-01638 | PCCG-70412 | 19位            |
| 11th       | 2019年2月6日   | Innocent Notes               | PCCG-01752 | PCCG-70446 | 22位            |
| 12th       | 2023年3月1日   | 明日のカタチ                 | PCCG-02220 | PCCG-02221 | 28位            |

### デジタルシングル
|     | 発売日        | タイトル                        | 規格品番   |
| --- | ------------- | ------------------------------- | ---------- |
| 1st | 2019年4月13日 | Rice COMEnication               | PCSP-02712 |
| 2nd | 2019年5月13日 | ばいばい 虎ノ門 ハロハロ 六本木 | PCSP-02667 |
| 3rd | 2021年1月20日 | Dear Dear                       | PCSP-03258 |
| 4th | 2022年10月5日 | Endless Symphony                | PCSP-04452 |

### アルバム
|            | 発売日         | タイトル              | 規格品番   | 規格品番   | 規格品番                               | オリコン 最高位 |
| 初回限定盤 | 発売日         | タイトル              | 通常盤     | その他     |                                        | オリコン 最高位 |
| ---------- | -------------- | --------------------- | ---------- | ---------- | -------------------------------------- | --------------- |
| 1st        | 2013年4月10日  | apple symphony        | PCCG-01332 | PCCG-01333 | PCCG-01331                             | 7位             |
| 2nd        | 2014年11月19日 | Colore Serenata       | PCCG-01436 | PCCG-01437 | PCCG-01435                             | 18位            |
| 3rd        | 2016年11月2日  | Lyrical Concerto      | PCCG-01554 | PCCG-01555 | PCCG-01553                             | 15位            |
| ベスト     | 2017年11月29日 | apple feuille         |            | PCCG-01631 | PCCG-01629 (CD+BD) PCCG-01630 (CD+DVD) | 14位            |
| コンセプト | 2021年9月15日  | Méli-mélo meli mellow | PCCG-02050 | PCCG-02051 |                                        | 57位            |

### タイアップ曲
| 楽曲                         | タイアップ                                                   | 時期   |
| ---------------------------- | ------------------------------------------------------------ | ------ |
| 齧りかけの林檎               | テレビアニメ『デンキ街の本屋さん』オープニングテーマ         | 2014年 |
| 齧りかけの林檎               | 吉野家「アタマの大盛」CMソング                               | 2014年 |
| Little*Lion*Heart            | テレビアニメ『ランス・アンド・マスクス』エンディングテーマ   | 2015年 |
| Hey!カロリーQueen            | テレビアニメ『だがしかし』エンディングテーマ                 | 2016年 |
| OH MY シュガーフィーリング!! | テレビアニメ『だがしかし2』オープニングテーマ                | 2018年 |
| Innocent Notes               | テレビアニメ『グリムノーツ The Animation』オープニングテーマ | 2019年 |
| 明日のカタチ                 | テレビアニメ『ノケモノたちの夜』オープニングテーマ           | 2023年 |

### 映像作品
|     | 発売日         | タイトル                                  | 規格品番   | 規格品番   |
| BD  | 発売日         | タイトル                                  | DVD        |            |
| --- | -------------- | ----------------------------------------- | ---------- | ---------- |
| 1st | 2013年11月20日 | "apple symphony"the Live & the Birthday   | PCXP-50192 | PCBP-52269 |
| 2nd | 2015年5月27日  | 竹達彩奈 Live Tour 2014 "Colore Serenata" | PCXP-50297 | PCBP-52319 |
| 3rd | 2017年5月10日  | 竹達彩奈 LIVE2016-2017 Lyrical Concerto   | PCXP-50500 | PCBP-53500 |
| 4th | 2018年8月22日  | 竹達彩奈 BEST LIVE "apple feuille"        | PCXP-50597 | PCBP-53501 |
| 5th | 2019年11月6日  | 竹達彩奈 LIVE HOUSE TOUR 2019「A」        | BRXP-00028 | BRBP-00080 |

### 歌手参加楽曲
| 発売日         | 商品名                                                    | 歌 | 楽曲 | 備考                                                         |
| -------------- | --------------------------------------------------------- | --- | --- | ------------------------------------------------------------ |
| 2012年8月11日  | 創傷クロスライン                                          | 少女病 | 「Resistance」 「フェザースノウ」 「眠り姫と夢の空想儀」 「初恋リセット」 「浮遊黒猫と楽団装置」 「運命性トライアングル」 「運命旋律の共鳴する丘」 「感傷ロストライン」 「廃園イデア」 |                                                              |
| 2017年10月25日 | 翼を持つ者 〜Not an angel Just a dreamer〜                | i☆Ris、井上あずみ、Wake Up, Girls!、内田真礼、串田アキラ、GRANRODEO、ささきいさお、下野紘、JAM Project、鈴木このみ、鈴村健一、竹達彩奈、茅原実里、TRUE、豊永利行、中川翔子、羽多野渉、堀江美都子、水木一郎、Minami、三森すずこ、May'n、米倉千尋 | 「翼を持つ者 〜Not an angel Just a dreamer〜」 | 日本動画協会「アニメNEXT_100」プロジェクト公式ソング         |
| 2018年5月16日  | Stand by...MUSIC!!!                                       | アイドルマスター SideM、アイドルマスター ミリオンライブ！ ミリオンスターズ、亜咲花、伊藤美来、内田彩、内田真礼、オーイシマサヨシ、GRANRODEO(KISHOW)、鈴木このみ、鈴木みのり、竹達彩奈、TRUE、fhána、悠木碧                                      | 「Stand by...MUSIC!!!」 | ライブイベント『Animelo Summer Live 2018 "OK!"』テーマソング |
| 2021年3月31日  | 乱数調整のリバースシンデレラ feat. 彩宮すう(CV: 竹達彩奈) | 彩宮すう(CV: 竹達彩奈) | 「乱数調整のリバースシンデレラ feat. 彩宮すう(CV: 竹達彩奈)」 | 粗品による楽曲                                               |
| 2021年6月16日  | bouquet                                                   | toku feat. 竹達彩奈 | 「Antheia」 |                                                              |
| 2023年4月26日  | CrosSing Collection vol.2                                 | 竹達彩奈 | 「プラチナ」 | 『CrosSing - Music & Voice-』関連曲                          |
| 2024年10月16日 | はつこい from CrosSing                                    | 竹達彩奈 | 「はつこい」 | 『CrosSing - Music & Voice-』関連曲                          |

### キャラクターソング
| 発売日   | 商品名 | 歌 | 楽曲 | 備考                                                                                    |
| 2009年   | 2009年 | 2009年 | 2009年 | 2009年                                                                                  |
| -------- | --- | --- | --- | --------------------------------------------------------------------------------------- |
| 7月22日  | 放課後ティータイム                                                                                           | 放課後ティータイム | 「カレーのちライス」 「わたしの恋はホッチキス」 「ふでペン 〜ボールペン〜」 「ふわふわ時間」                                                              | テレビニメ『けいおん！』挿入歌                                                          |
| 8月26日  | 「けいおん！」イメージソング 中野梓                                                                          | 中野梓（竹達彩奈） | 「じゃじゃ馬Way To Go」 「私は私の道を行く」 「レッツゴー」                                                                                               | テレビアニメ『けいおん！』関連曲                                                        |
| 9月2日   | テレビアニメ「けいおん！」オフィシャル バンドやろーよ!!                                                      | 放課後ティータイム | 「Cagayake!GIRLS」 「Don't say "lazy"」 | テレビアニメ『けいおん！』関連曲                                                        |
| 11月11日 | WANTED! for the love                                                                                         | KILLER GIRLS | 「わたしはジュースでココナッツ」 | テレビアニメ『NEEDLESS』挿入歌                                                          |
| 12月23日 | Rio Sound Hustle! -Mint盛-                                                                                   | ミント・クラーク（竹達彩奈） | 「スキスキダイスキ」 「Lucky-Go-Round」 | ドラマCD『Rio Sound Hustle!』関連曲                                                     |
| 2010年   | | | |                                                                                         |
| 2月10日  | Rio Sound Hustle! -MEGA盛-                                                                                   | Rio（井上麻里奈）、ミント・クラーク（竹達彩奈）、リナ（たかはし智秋） | 「スキスキダイスキ（MEGA ver.）」 「Lucky-Go-Round」 | ドラマCD『Rio Sound Hustle!』関連曲                                                     |
| 2月24日  | 「らじおん！」スペシャル！ Vol.1                                                                             | 放課後ティータイム | 「レッツゴー」 | ラジオ『らじおん！』関連曲                                                              |
| 3月17日  | 「らじおん！」スペシャル！ Vol.2                                                                             | 放課後ティータイム | 「ふわふわ時間」 「わたしの恋はホッチキス」 | ラジオ『らじおん！』関連曲                                                              |
| 4月21日  | バランスKISS                                                                                                 | 住之江あこ（竹達彩奈）、住之江りこ（巽悠衣子） | 「バランスKISS」 | テレビアニメ『kiss×sis』オープニングテーマ                                              |
| 4月21日  | バランスKISS                                                                                                 | 住之江あこ（竹達彩奈）、住之江りこ（巽悠衣子） | 「君にLOVEだもん」 | テレビアニメ『kiss×sis』関連曲                                                          |
| 4月21日  | ふたりの♥ハニーボーイ                                                                                        | 住之江あこ（竹達彩奈）、住之江りこ（巽悠衣子） | 「ふたりの♥ハニーボーイ」 | テレビアニメ『kiss×sis』関連曲                                                          |
| 4月28日  | GO! GO! MANIAC                                                                                               | 放課後ティータイム | 「GO! GO! MANIAC」 | テレビアニメ『けいおん!!』オープニングテーマ                                            |
| 4月28日  | Listen!! | 放課後ティータイム | 「Listen!!」 | テレビアニメ『けいおん!!』エンディングテーマ                                            |
| 5月12日  | はっぴぃ にゅう にゃあ/イチャラブ Come Home!                                                                 | 芹沢文乃（伊藤かな恵）、梅ノ森千世（井口裕香）、霧谷希（竹達彩奈） | 「はっぴぃ にゅう にゃあ」 | テレビアニメ『迷い猫オーバーラン！』オープニングテーマ                                  |
| 5月12日  | はっぴぃ にゅう にゃあ/イチャラブ Come Home!                                                                 | 芹沢文乃（伊藤かな恵）、梅ノ森千世（井口裕香）、霧谷希（竹達彩奈） | 「イチャラブ Come Home!」 | テレビアニメ『迷い猫オーバーラン！』エンディングテーマ                                  |
| 5月26日  | あなたにkiss                                                                                                 | 住之江あこ（竹達彩奈）、住之江りこ（巽悠衣子） | 「四六時中 I want you」 「ふたりdeふわり」 「夏の匂いがしていた」 「Happyday, Happytime」 「虹色Diary」                                                   | テレビアニメ『kiss×sis』関連曲                                                          |
| 6月2日   | ぴゅあぴゅあはーと                                                                                           | 放課後ティータイム | 「桜が丘女子高等学校校歌（Rock Ver.）」 | テレビアニメ『けいおん!!』挿入歌                                                        |
| 6月23日  | エンドレスkiss                                                                                               | 住之江あこ（竹達彩奈） | 「恋する♥HONEY BEAT」 | テレビアニメ『kiss×sis』関連曲                                                          |
| 6月23日  | Happy☆てぃんくる/空ニラクガキ                                                                                | あかり（高森奈津美）、ミリア（竹達彩奈）、沙羅（片岡あづさ） | 「空ニラクガキ」 | テレビアニメ『ジュエルペット てぃんくる☆』エンディングテーマ                            |
| 6月25日  | 「迷い猫オーバーラン」キャラクターCD3 霧谷希                                                                 | 霧谷希（竹達彩奈） | 「スキだからスキ」 「はっぴぃ にゅう にゃあ」 | テレビアニメ『迷い猫オーバーラン！』関連曲                                              |
| 7月21日  | ジュエルペットてぃんくる うたって♪CDブック                                                                   | あかり（高森奈津美）、ミリア（竹達彩奈）、沙羅（片岡あづさ） | 「空ニラクガキ」 | テレビアニメ『ジュエルペット てぃんくる☆』エンディングテーマ                            |
| 7月30日  | 「迷い猫オーバーラン！」ミュージックCD1                                                                      | 芹沢文乃（伊藤かな恵）、梅ノ森千世（井口裕香）、霧谷希（竹達彩奈） | 「迷い猫同好会の歌」 | テレビアニメ『迷い猫オーバーラン！』関連曲                                              |
| 8月4日   | Utauyo!!MIRACLE                                                                                              | 放課後ティータイム | 「Utauyo!!MIRACLE」 | テレビアニメ『けいおん!!』オープニングテーマ                                            |
| 8月4日   | NO,Thank You!                                                                                                | 放課後ティータイム | 「NO,Thank You!」 | テレビアニメ『けいおん!!』エンディングテーマ                                            |
| 8月18日  | ジュエルペット てぃんくる☆ はっぴぃ☆はっぴぃミュージック                                                     | あかり（高森奈津美）、ミリア（竹達彩奈）、沙羅（片岡あづさ） | 「空ニラクガキ（TV-SIZE）」 | テレビアニメ『ジュエルペット てぃんくる☆』エンディングテーマ                            |
| 9月8日   | ごはんはおかず/U&I                                                                                           | 放課後ティータイム | 「ごはんはおかず」 「U&I」 | テレビアニメ『けいおん!!』挿入歌                                                        |
| 10月6日  | K-ON!! ORIGINAL SOUND TRACK Vol.2                                                                            | 放課後ティータイム | 「ふでペン 〜ボールペン〜（ゆいあずVer.）」 | テレビアニメ『けいおん!!』関連曲                                                        |
| 10月27日 | HELP!! | 石動美緒（竹達彩奈） | 「HELP!! -Hell side-」 | テレビアニメ『えむえむっ！』オープニングテーマ                                          |
| 10月27日 | HELP!! | 石動美緒（竹達彩奈）、結野嵐子（早見沙織） | 「HELP!! -Heaven side-」 | テレビアニメ『えむえむっ！』オープニングテーマ                                          |
| 10月27日 | HELP!! | 石動美緒（竹達彩奈）、結野嵐子（早見沙織） | 「ハレルヤ♡スタディ」 | テレビアニメ『えむえむっ！』挿入歌                                                      |
| 10月27日 | 放課後ティータイムII                                                                                         | 放課後ティータイム | 「Honey sweet tea time」 「Honey sweet tea time（#23『放課後！』Mix）」                                                                                   | テレビアニメ『けいおん!!』挿入歌                                                        |
| 11月17日 | 魔法先生ネギま！ 〜もうひとつの世界〜 Theme Song Collection                                                  | ユエ・ファランドール（桑谷夏子）、コレット・ファランドール（佐藤聡美）、エミリィ・セブンシープ（竹達彩奈）、ベアトリクス・モンロー（花澤香菜） | 「Magical Twinkle Sky」 「Good vibration!!」 | OAD『魔法先生ネギま！ 〜もうひとつの世界〜』関連曲                                      |
| 11月17日 | 「けいおん!!」イメージソング 中野梓                                                                          | 中野梓（竹達彩奈） | 「Over the Starlight」 「Joyful Todays」 「Come with Me!!」                                                                                               | テレビアニメ『けいおん!!』関連曲                                                        |
| 11月17日 | 神のみキャラCD.1 高原歩美 starring 竹達彩奈                                                                  | 高原歩美（竹達彩奈） | 「Wonder Chance」 「コイノシルシ from Ayumi」 | テレビアニメ『神のみぞ知るセカイ』関連曲                                                |
| 12月1日  | ジュエルペット きらぴか☆ソング                                                                               | ミリア（竹達彩奈） | 「Little☆てぃんくる☆Star」 | テレビアニメ『ジュエルペット てぃんくる☆』挿入歌                                        |
| 12月8日  | コイノシルシ                                                                                                 | 神のみぞ知り隊 | 「コイノシルシ」 | テレビアニメ『神のみぞ知るセカイ』エンディングテーマ                                    |
| 12月15日 | 美緒様CD | 石動美緒（竹達彩奈） | 「正気≒狂気らぶそでぃー」 「Happy Birthday, my holy day」                                                                                                 | テレビアニメ『えむえむっ！』関連曲                                                      |
| 2011年   | | | |                                                                                         |
| 1月26日  | 世界と一緒にまわろうよ！                                                                                     | らぶ♥ルーレッツ | 「世界と一緒にまわろうよ！」 | テレビアニメ『Rio RainbowGate!』オープニングテーマ                                      |
| 8月12日  | ゆるゆりのうたシリーズ♪00 魔女っ娘ミラクるん♪                                                                | 魔女っ娘ミラクるん（竹達彩奈） | 「魔女っ娘ミラクるん♪」 | テレビアニメ『ゆるゆり』挿入歌                                                          |
| 8月12日  | ゆるゆりのうたシリーズ♪00 魔女っ娘ミラクるん♪                                                                | 魔女っ娘ミラクるん（竹達彩奈） | 「ミラクる〜ん♪」 | テレビアニメ『ゆるゆり』関連曲                                                          |
| 8月24日  | 猫神やおよろず キャラクターソング vol.3                                                                      | 繭（戸松遥）、笹嶋（茅野愛衣）、メイ子（竹達彩奈） | 「極楽浄土へいらっしゃい」 「なんてったって許嫁」 「ハートにハードに打撃系♥」                                                                             | テレビアニメ『猫神やおよろず』関連曲                                                    |
| 12月7日  | Unmei♪wa♪Endless!                                                                                            | 放課後ティータイム | 「Unmei♪wa♪Endless!」 | 劇場アニメ『映画けいおん！』テーマソング                                                |
| 12月7日  | Unmei♪wa♪Endless!                                                                                            | 放課後ティータイム | 「いちばんいっぱい」 | 劇場アニメ『映画けいおん！』オープニングテーマ                                          |
| 12月7日  | Singing! | 放課後ティータイム | 「Singing!」 | 劇場アニメ『映画けいおん！』エンディングテーマ                                          |
| 12月7日  | Singing! | 放課後ティータイム | 「おはよう、またあした」 | 劇場アニメ『映画けいおん！』関連曲                                                      |
| 12月7日  | 〜俺の妹がこんなに可愛いわけがないComplete Collection+〜俺妹コンプ+!                                         | 高坂桐乃（竹達彩奈） | 「妹プリ〜ズ！」 「Shine!」 「ほらいずむ」 「オレンジ」 「好きなんだもん！」 「ただいま。」 「READY」 「keep on runnin'」                                 | テレビアニメ『俺の妹がこんなに可愛いわけがない』エンディングテーマ                      |
| 12月7日  | 〜俺の妹がこんなに可愛いわけがないComplete Collection+〜俺妹コンプ+!                                         | 高坂桐乃（竹達彩奈） | 「SECRET×2」 | ゲーム『俺の妹がこんなに可愛いわけがない ポータブル』エンディングテーマ                 |
| 12月7日  | 〜俺の妹がこんなに可愛いわけがないComplete Collection+〜俺妹コンプ+!                                         | 高坂桐乃（竹達彩奈）、黒猫（花澤香菜）、沙織・バジーナ（生天目仁美） | 「アキハバラ☆だんす☆なう!!」 | テレビアニメ『俺の妹がこんなに可愛いわけがない』エンディングテーマ                      |
| 12月7日  | 〜俺の妹がこんなに可愛いわけがないComplete Collection+〜俺妹コンプ+!                                         | 高坂桐乃（竹達彩奈）、黒猫（花澤香菜） | 「WONDERFUL GIRL」 | テレビアニメ『俺の妹がこんなに可愛いわけがない』エンディングテーマ                      |
| 10月26日 | Fancy×Funky乙女団                                                                                            | 清水美春（竹達彩奈） | 「Fancy×Funky乙女団」 | テレビアニメ『バカとテストと召喚獣にっ！』関連曲                                        |
| 12月21日 | 「神のみぞ知るセカイ」キャラクター・カバーALBUM 〜選曲:若木民喜〜                                            | 高原歩美（竹達彩奈） | 「笑顔に会いたい」 | テレビアニメ『神のみぞ知るセカイ』関連曲                                                |
| 12月28日 | 「たまゆら〜hitotose〜」ボーカルアルバム、なので。                                                           | 沢渡楓（竹達彩奈）、ももねこ様（福井裕佳梨） | 「ももねこ音頭」 | テレビアニメ『たまゆら〜hitotose〜』関連曲                                              |
| 12月28日 | 「たまゆら〜hitotose〜」ボーカルアルバム、なので。                                                           | 沢渡楓（竹達彩奈） | 「ヒマワリ」 | テレビアニメ『たまゆら〜hitotose〜』関連曲                                              |
| 12月28日 | 「たまゆら〜hitotose〜」ボーカルアルバム、なので。                                                           | 沢渡楓（竹達彩奈）、塙 かおる（阿澄佳奈）、岡崎のりえ（井口裕香）、桜田麻音（儀武ゆう子） | 「あしたの陽だまり」 | テレビアニメ『たまゆら〜hitotose〜』関連曲                                              |
| 2012年   | | | |                                                                                         |
| 2月22日  | ゴクジョッ。のジョーケン♡                                                                                    | 赤羽亜矢（日笠陽子）、七里愛（内田真礼）、栗橋南（竹達彩奈）、大和田円（明坂聡美） | 「ゴクジョッ。のジョーケン♡」 「極・女おー・う゛ぁーどらいぶ」                                                                                            | テレビアニメ『ゴクジョッ。〜極楽院女子高寮物語〜』主題歌                                |
| 6月27日  | ハイスクールD×D キャラソンミニアルバム G×S!                                                                  | 塔城小猫（竹達彩奈） | 「情熱☆アンバランス」 | テレビアニメ『ハイスクールD×D』関連曲                                                   |
| 7月25日  | Heavenly Lover                                                                                               | 鶴眞心乃枝（石原夏織）、神凪雅（佐倉綾音）、国立凛香（竹達彩奈）、天導愛菜（大亀あすか）、嵯峨良芽依（日高里菜） | 「Heavenly Lover」 | テレビアニメ『この中に1人、妹がいる！』エンディングテーマ                               |
| 8月10日  | ゆるゆり♪♪みゅ〜じっく00 魔女っ娘ミラクるん 新テーマソング よんでミラクるん！                                | 魔女っ娘ミラクるん（竹達彩奈） | 「よんでミラクるん！」 「ぴゅあぴゅあミラクるん」 | テレビアニメ「ゆるゆり♪♪」挿入歌                                                        |
| 10月24日 | この中に1人、妹がいる！ キャラクターソング Vol.4                                                             | 国立凛香（竹達彩奈） | 「モノローグ 〜正妻弁当で虜にしてみせますわっ！〜」 「Happy Bell が聞きたくて」 「バージンロードで待っていて！」                                          | テレビアニメ『この中に1人、妹がいる！』関連曲                                           |
| 11月21日 | この中に1人、妹がいる！ キャラクターソング SPECIAL Disc                                                      | 鶴眞心乃枝（石原夏織）、神凪雅（佐倉綾音）、国立凛香（竹達彩奈）、天導愛菜（大亀あすか）、嵯峨良芽依（日高里菜） 、宝生柚璃奈（小倉唯） | 「Heavenly Lover -six colors of flower-」 「バージンロードで待っていて! -six colors of flower-」                                                          | テレビアニメ『この中に1人、妹がいる！』関連曲                                           |
| 12月21日 | 消臭妖精ノール                                                                                               | ノール（竹達彩奈） | 「DEO☆DEO」 | ドラマCD『消臭妖精ノール』エンディングテーマ                                            |
| 12月24日 | この中に1人、妹がいる！ 録り下ろしキャラクターソングCD4 国立凛香                                             | 国立凛香（竹達彩奈） | 「Heavenly Lover」 「恋の手ほどきお願いします!」 | テレビアニメ『この中に1人、妹がいる！』関連曲                                           |
| 2013年   | | | |                                                                                         |
| 2月6日   | ゆるゆりのうた♪あるばむ2「はいっ！テ・ウ・ガ♪〜High Tension Ultra girls〜」                                  | 七森中☆ごらく部 & 七森中☆生徒会 & 魔女っ娘ミラクるん（竹達彩奈） | 「え〜る♪-ゆるゆり★ライブすたぁ〜ず！バージョン-」 | テレビアニメ『ゆるゆり♪♪』関連曲                                                        |
| 3月27日  | この中に1人、妹がいる！ OP&ED キャラクターメドレーソングCD                                                   | StylipS、鶴眞心乃枝（石原夏織）、神凪雅（佐倉綾音）、国立凛香（竹達彩奈）、天導愛菜（大亀あすか）、嵯峨良芽依（日高里菜） 、宝生柚璃奈（小倉唯） | 「中妹 Non-Stop Remixed by エイプリルズ」 | テレビアニメ『この中に1人、妹がいる!』関連曲                                            |
| 5月22日  | THE IDOLM@STER CINDERELLA MASTER 020 輿水幸子                                                                | 輿水幸子（竹達彩奈） | 「To my darling…」 | ゲーム『アイドルマスター シンデレラガールズ』関連曲                                     |
| 5月22日  | ソードアート・オンライン Blu-ray&DVD vol.8限定版特典CD                                                       | リーファ（竹達彩奈） | 「Sky The Graffiti」 | テレビアニメ『ソードアート・オンライン』関連曲                                          |
| 6月19日  | 俺の妹がこんなに可愛いわけがない。BD・DVD第1巻特典CD                                                         | 高坂桐乃（竹達彩奈） | 「感情線loop」 | テレビアニメ『俺の妹がこんなに可愛いわけがない。』エンディングテーマ                    |
| 6月26日  | キャラクターソングコレクション「絶対、唄うんだもん！」                                                       | ヨルムンガンド（竹達彩奈） | 「だって、家族だもん！」 | テレビアニメ『絶対防衛レヴィアタン』関連曲                                              |
| 6月26日  | DATE A MUSIC SECOND HALF                                                                                     | 五河琴里（竹達彩奈） | 「恋のEveryDay☆HappyDay」 | テレビアニメ『デート・ア・ライブ』関連曲                                                |
| 6月26日  | ソードアート・オンライン Blu-ray&DVD vol.9限定版特典CD                                                       | キリト（松岡禎丞）、アスナ（戸松遥）、リーファ（竹達彩奈）、ユイ（伊藤かな恵）、シリカ（日高里菜）、リズベット（高垣彩陽） | 「Sing All Overtures」 | テレビアニメ『ソードアート・オンライン』関連曲                                          |
| 7月24日  | 俺の妹がこんなに可愛いわけがない。BD・DVD第2巻特典CD                                                         | 高坂桐乃（竹達彩奈）、黒猫（花澤香菜）、沙織・バジーナ（生天目仁美） | 「ずっと…」 | テレビアニメ『俺の妹がこんなに可愛いわけがない。』エンディングテーマ                    |
| 7月24日  | 俺の妹がこんなに可愛いわけがない。BD・DVD第2巻特典CD                                                         | 高坂桐乃（竹達彩奈） | 「ほねすと☆ラプソディー」 | テレビアニメ『俺の妹がこんなに可愛いわけがない。』エンディングテーマ                    |
| 7月25日  | ハルモニアの気がかり キャラクターソングCD「小さなつばさたち」                                                | ハーモニー（竹達彩奈） | 「小さなつばさたち」 | ドラマCD『ハルモニアの気がかり』関連曲                                                  |
| 8月14日  | THE IDOLM@STER CINDERELLA MASTER 輝く世界の魔法                                                              | 神崎蘭子（内田真礼）、アナスタシア（上坂すみれ）、高垣楓（早見沙織）、輿水幸子（竹達彩奈）、渋谷凛（福原綾香） | 「輝く世界の魔法（M@STER VERSION）」 | ゲーム『アイドルマスター シンデレラガールズ』関連曲                                     |
| 8月21日  | 俺の妹がこんなに可愛いわけがない。BD・DVD第3巻特典CD                                                         | 高坂桐乃（竹達彩奈） | 「Keep」 | テレビアニメ『俺の妹がこんなに可愛いわけがない。』エンディングテーマ                    |
| 8月28日  | ハイスクールD×D NEW エンディングキャラソンアルバム！                                                         | オカルト研究部ガールズ | 「方程式は答えない」 | テレビアニメ『ハイスクールD×D NEW』エンディングテーマ                                   |
| 8月28日  | ハイスクールD×D NEW エンディングキャラソンアルバム！                                                         | オカルト研究部ガールズ | 「らぶりぃ♥でびる」 | テレビアニメ『ハイスクールD×D NEW』エンディングテーマ                                   |
| 8月28日  | ハイスクールD×D NEW エンディングキャラソンアルバム！                                                         | アーシア・アルジェント（浅倉杏美）、塔城小猫（竹達彩奈） | 「デイズ・キュートハート・フリップ」 | テレビアニメ『ハイスクールD×D NEW』関連曲                                               |
| 9月11日  | キズナノユクエ                                                                                               | ユピテルの姉妹 | 「キズナノユクエ」 | テレビアニメ『神のみぞ知るセカイ 女神篇』エンディングテーマ                             |
| 10月23日 | 俺の妹がこんなに可愛いわけがない。BD・DVD第5巻特典CD                                                         | 高坂桐乃（竹達彩奈） | 「answer」 | テレビアニメ『俺の妹がこんなに可愛いわけがない。』エンディングテーマ                    |
| 11月6日  | Fan Fanfare!!!                                                                                               | Sweet Diva | 「Fan Fanfare!!!」 | テレビアニメ『世界でいちばん強くなりたい！』エンディングテーマ                          |
| 12月25日 | 俺の妹がこんなに可愛いわけがない。BD・DVD第7巻特典CD                                                         | 高坂桐乃（竹達彩奈）、田村麻奈実（佐藤聡美） | 「ホントの気持ち」 | テレビアニメ『俺の妹がこんなに可愛いわけがない。』エンディングテーマ                    |
| 2014年   | | | |                                                                                         |
| 1月22日  | 俺の妹がこんなに可愛いわけがない。BD・DVD第8巻特典CD                                                         | 高坂桐乃（竹達彩奈） | 「will」 「Thank You」 | テレビアニメ『俺の妹がこんなに可愛いわけがない。』エンディングテーマ                    |
| 2月12日  | 「神のみぞ知るセカイ」キャラクター・カバーALBUM2 〜選曲:若木民喜〜                                           | 高原歩美（竹達彩奈）、五位堂結（高垣彩陽） | 「ゆずれない願い」 | テレビアニメ『神のみぞ知るセカイ 女神篇』関連曲                                         |
| 4月2日   | 聖剣使いの禁呪詠唱 イメージソングミニアルバム                                                                | 嵐城サツキ（竹達彩奈） | 「雨のちSunshine Girl」 | テレビアニメ『聖剣使いの禁呪詠唱』関連曲                                                |
| 5月21日  | YURU YURI♪♪2nd.Series BEST ALBUM ゆるゆりずむ♪2                                                              | 魔女っ娘ミラクるん（竹達彩奈） | 「よんでミラクるん！」 「ぴゅあぴゅあミラクるん」 | テレビアニメ『ゆるゆり♪♪』関連曲                                                        |
| 8月20日  | デート・ア・ライブII ミュージック・セレクション DATE A "HAPPY" MUSIC                                         | 五河琴里（竹達彩奈） | 「melt(on the border)」 | テレビアニメ『デート・ア・ライブII』関連曲                                              |
| 8月27日  | PHANTASY STAR ONLINE 2 キャラクターソングCD〜Song Festival〜                                                 | イオ（竹達彩奈） | 「kitty girl」 | ゲーム『ファンタシースターオンライン2』関連曲                                           |
| 9月14日  | 銀河乙女 〜オリジナルサウンドトラック〜                                                                      | ミレイユ（竹達彩奈）、シャルロット（悠木碧） | 「ときめきデイズ」 | パチンコ『CR銀河乙女』使用楽曲                                                          |
| 9月24日  | 六畳間の侵略者!? BD・DVD第1巻特典CD                                                                          | カラマ（竹達彩奈）、コラマ（悠木碧） | 「ハニワメランコリリック」 | テレビアニメ『六畳間の侵略者!?』関連曲                                                  |
| 10月1日  | 桃唄大全集！                                                                                                 | 桃子（竹達彩奈） | 「モモキュンソード」 | テレビアニメ『モモキュンソード』エンディングテーマ                                      |
| 10月1日  | 桃唄大全集！                                                                                                 | 桃子（竹達彩奈）、鬼姫（津田美波） | 「ふたつの奇跡」 「Rival≒Friend」 | テレビアニメ『モモキュンソード』挿入歌                                                  |
| 10月29日 | two-Dimension's Love                                                                                         | denk!girls | 「two-Dimension's Love」 | テレビアニメ『デンキ街の本屋さん』エンディングテーマ                                    |
| 10月29日 | two-Dimension's Love                                                                                         | denk!girls | 「目覚めよ女子力」 | テレビアニメ『デンキ街の本屋さん』関連曲                                                |
| 12月17日 | DENK!SONGS2                                                                                                  | 腐ガール（竹達彩奈） | 「おっきなキミ」 | テレビアニメ『デンキ街の本屋さん』関連曲                                                |
| 12月31日 | THE IDOLM@STER CINDERELLA MASTER Cute Jewelries! 002                                                         | 三村かな子（大坪由佳）、輿水幸子（竹達彩奈）、佐久間まゆ（牧野由依）、緒方智絵里（大空直美）、小早川紗枝（立花理香） | 「パステルピンクな恋」 「ゴキゲンParty Night」 | ゲーム『アイドルマスター シンデレラガールズ』関連曲                                     |
| 12月31日 | THE IDOLM@STER CINDERELLA MASTER Cute Jewelries! 002                                                         | 輿水幸子（竹達彩奈） | 「KISSして」 | ゲーム『アイドルマスター シンデレラガールズ』関連曲                                     |
| 2015年   | | | |                                                                                         |
| 2月18日  | THE IDOLM@STER CINDERELLA GIRLS ANIMATION PROJECT 01 Star!!                                                  | 高垣楓（早見沙織）、城ヶ崎美嘉（佳村はるか）、小日向美穂（津田美波）、十時愛梨（原田ひとみ）、川島瑞樹（東山奈央）、日野茜（赤﨑千夏）、輿水幸子（竹達彩奈）、佐久間まゆ（牧野由依）、白坂小梅（桜咲千依） | 「お願い！シンデレラ」 | テレビアニメ『アイドルマスター シンデレラガールズ』挿入歌                               |
| 3月11日  | マグナ・イデア                                                                                               | fortuna | 「マグナ・イデア」 | テレビアニメ『聖剣使いの禁呪詠唱』エンディングテーマ                                    |
| 3月11日  | マグナ・イデア                                                                                               | fortuna | 「キラリア」 | テレビアニメ『聖剣使いの禁呪詠唱』挿入歌                                                |
| 3月18日  | 聖剣使いの禁呪詠唱 救世主達の旋律 1                                                                          | 嵐城サツキ（竹達彩奈） | 「辿り着いた現在のその先で」 | テレビアニメ『聖剣使いの禁呪詠唱』関連曲                                                |
| 3月25日  | 聖剣使いの禁呪詠唱 救世主達の旋律 2                                                                          | 嵐城サツキ（竹達彩奈）、漆原静乃（悠木碧） | 「BELIEF」 | テレビアニメ『聖剣使いの禁呪詠唱』関連曲                                                |
| 3月25日  | ソードアート・オンラインII BD・DVD第6巻特典CD                                                                | リーファ（竹達彩奈）、ユイ（伊藤かな恵）、シリカ（日高里菜）、リズベット（高垣彩陽） | 「Memorial Calibur」 | テレビアニメ『ソードアート・オンラインII』関連曲                                        |
| 4月15日  | ツブ★ドル ドラマCD 〜紹介します？舞台裏！〜 主題歌もできたし全国デビューしちゃうよ盤                         | ツブ★ドル | 「ツブ★ドル」 | OVA『ツブ★ドル』主題歌                                                                  |
| 4月15日  | ツブ★ドル ドラマCD 〜紹介します？舞台裏！〜 アニメイト限定特典CD                                             | 相模あすか（竹達彩奈）、紫陽たまお（東山奈央）、上溝このみ（石上静香）、鵜野森かえで（大坪由佳）、小田相ゆず（阿東せれな） | 「ツブ★ドル」 | OVA『ツブ★ドル』関連曲                                                                  |
| 5月11日  | UNIVERSAL SOUND REQUEST VOL.1                                                                                | カナちゃん（竹達彩奈） | 「私バージョンアップ！」 | パチスロ『沖ドキ!』関連曲                                                               |
| 5月11日  | UNIVERSAL SOUND REQUEST VOL.1                                                                                | カナちゃん（竹達彩奈） | 「EVER LASTING LOVE」 | パチスロ『沖ドキ!』関連曲                                                               |
| 8月19日  | 恋×愛＝イクエイション／リアライズ                                                                            | 若菜羽衣（竹達彩奈） | 「恋×愛＝イクエイション」 | テレビアニメ『おくさまが生徒会長！』エンディングテーマ                                  |
| 2016年   | | | |                                                                                         |
| 5月27日  | ガールズ&パンツァー 劇場版Blu-ray特典CD                                                                      | 西住みほ（渕上舞）、島田愛里寿（竹達彩奈） | 「おいらボコだぜ！」 | 劇場アニメ『ガールズ&パンツァー 劇場版』関連曲                                          |
| 10月14日 | THE IDOLM@STER CINDERELLA GIRLS 4thLIVE TriCastle Story -Brand new Castle- 会場オリジナルCD 絶対ピンクな小箱 | 輿水幸子（竹達彩奈） | 「パステルピンクな恋」 | ゲーム『アイドルマスター シンデレラガールズ』関連曲                                     |
| 11月2日  | WORLD OF FINAL FANTASY Original Soundtrack                                                                   | タマ（竹達彩奈） | 「サイレンス・ワールド」 | ゲーム『ワールド オブ ファイナルファンタジー』関連曲                                    |
| 11月2日  | WORLD OF FINAL FANTASY Original Soundtrack                                                                   | エナ・クロ（花澤香菜）、タマ（竹達彩奈）、セラフィ（喜多村英梨） | 「ワールド・パレード」 | ゲーム『ワールド オブ ファイナルファンタジー』関連曲                                    |
| 2017年   | | | |                                                                                         |
| 2月8日   | THE IDOLM@STER CINDERELLA MASTER EVERMORE                                                                    | アナスタシア（上坂すみれ）、緒方智絵里（大空直美）、神谷奈緒（松井恵理子）、川島瑞樹（東山奈央）、輿水幸子（竹達彩奈）、小早川紗枝（立花理香）、佐久間まゆ（牧野由依）、白坂小梅（桜咲千依）、高森藍子（金子有希）、十時愛梨（原田ひとみ）、日野茜（赤﨑千夏）、北条加蓮（渕上舞）、星輝子（松田颯水）、堀裕子（鈴木絵理）、三村かな子（大坪由佳） | 「ゴキゲンParty Night」 | ゲーム『アイドルマスター シンデレラガールズ』関連曲                                     |
| 3月16日  | 覚醒〜Alternative Heart〜                                                                                    | 広瀬こはる（橋本ちなみ）、西園寺玲（木戸衣吹）、水島愛梨（遠藤ゆりか）、天堂真知（安済知佳）、悠木美弥花（竹達彩奈）、橘直美（大空直美） | 「覚醒〜Alternative Heart〜」 | ゲーム『オルタナティブガールズ』関連曲                                                  |
| 4月7日   | 世界でいちばん強くなりたい 主題歌&キャラクターソング                                                         | 萩原さくら（竹達彩奈） | 「SWEET CHERRY POWER!!」 | パチンコ『CR世界でいちばん強くなりたい！』関連曲                                        |
| 4月19日  | ガールフレンド（仮） キャラクターソングシリーズ Vol.04                                                       | 小日向いちご（竹達彩奈） | 「フルーツバスケットの世界」 | ゲーム『ガールフレンド（仮）』関連曲                                                    |
| 4月26日  | 〜俺の妹がこんなに可愛いわけがない。Complete Collection+〜俺妹コンプ。+!                                     | 高坂桐乃（竹達彩奈） | Morning Morning!! | ゲーム『俺の妹がこんなに可愛いわけがない。 ハッピーエンド』テーマソング                 |
| 4月26日  | 〜俺の妹がこんなに可愛いわけがない。Complete Collection+〜俺妹コンプ。+!                                     | 高坂桐乃（竹達彩奈） | 「ほねすと☆ラプソディー -REMIX ver.-」 | テレビアニメ『俺の妹がこんなに可愛いわけがない。』関連曲                                |
| 5月17日  | ガールフレンド（仮） キャラクターソングシリーズ Vol.05                                                       | 小日向いちご（竹達彩奈） | 「100%フレッシュ」 | ゲーム『ガールフレンド（仮）』関連曲                                                    |
| 5月17日  | ガールフレンド（仮） キャラクターソングシリーズ Vol.05                                                       | フレッシュあらもーど | 「ふわり*ススメ」 | ゲーム『ガールフレンド（仮）』関連曲                                                    |
| 6月21日  | わたしたちも音楽道、はじめました！                                                                           | 島田愛里寿（竹達彩奈） | 「Wonderland-go-round」 | アニメ『ガールズ&パンツァー』関連曲                                                     |
| 7月19日  | もっと Be My Power!/笑顔でgoing up!                                                                          | 悠木美弥花（竹達彩奈） | 「もっと Be My Power!」 | ゲーム『オルタナティブガールズ』関連曲                                                  |
| 8月9日   | THE IDOLM@STER CINDERELLA GIRLS STARLIGHT MASTER 12 命燃やして恋せよ乙女                                     | 星輝子（松田颯水）、白坂小梅（桜咲千依）、輿水幸子（竹達彩奈）、小早川紗枝（立花理香）、姫川友紀（杜野まこ） | 「Lunatic Show」 | ゲーム『アイドルマスター シンデレラガールズ スターライトステージ』関連曲                |
| 8月23日  | TVアニメ「艦隊これくしょん -艦これ-」キャラクターソング “艦娘乃歌” Vol.2                                     | 大和（竹達彩奈） | 「大和桜」 | テレビアニメ『艦隊これくしょん -艦これ-』関連曲                                         |
| 2018年   | | | |                                                                                         |
| 3月7日   | THE IDOLM@STER CINDERELLA MASTER イリュージョニスタ！                                                        | 本田未央（原紗友里）佐久間まゆ（牧野由依）、鷺沢文香（M・A・O）、輿水幸子（竹達彩奈）、新田美波（洲崎綾） | 「イリュージョニスタ！（M@STER VERSION）」 | ゲーム『アイドルマスター シンデレラガールズ スターライトステージ』関連曲                |
| 3月7日   | 永遠にシンデレラメイト                                                                                       | ツブ★ドル | 「永遠にシンデレラメイト」 | OVA『ツブ★ドル』関連曲                                                                  |
| 8月8日   | THE IDOLM@STER CINDERELLA GIRLS LITTLE STARS! いとしーさー♥                                                  | 輿水幸子（竹達彩奈）、多田李衣菜（青木瑠璃子）、藤原肇（鈴木みのり）、水本ゆかり（藤田茜）、森久保乃々（高橋花林） | 「いとしーさー♥」 | テレビアニメ『アイドルマスター シンデレラガールズ劇場』エンディングテーマ               |
| 8月8日   | THE IDOLM@STER CINDERELLA GIRLS LITTLE STARS! いとしーさー♥                                                  | 輿水幸子（竹達彩奈） | 「いとしーさー♥」 | テレビアニメ『アイドルマスター シンデレラガールズ劇場』エンディングテーマ               |
| 8月17日  | Alternative Girls Character Song Collection                                                                  | 朝比奈乃々（伊藤美来）、吉良小百合（本渡楓）、シルビア＝リヒター（渕上舞）、真野桜子（大久保瑠美）、悠木美弥花（竹達彩奈） | 「Link」 | ゲーム『オルタナティブガールズ』関連曲                                                  |
| 8月29日  | Doll's Destiny                                                                                               | DOLLS | 「Doll's Destiny」 「勝利への標」 「永遠メモリー」 | ゲーム『プロジェクト東京ドールズ』関連曲                                                |
| 10月17日 | THE IDOLM@STER CINDERELLA GIRLS STARLIGHT MASTER 22 双翼の独奏歌                                             | 輿水幸子（竹達彩奈） | 「ハピガ！」 | ゲーム『アイドルマスター シンデレラガールズ スターライトステージ』関連曲                |
| 2019年   | | | |                                                                                         |
| 1月30日  | 五等分の気持ち                                                                                               | 中野家の五つ子 | 「五等分の気持ち」 | テレビアニメ『五等分の花嫁』オープニングテーマ                                          |
| 1月30日  | 五等分の気持ち                                                                                               | 中野家の五つ子 | 「ごぶんのいち」 | テレビアニメ『五等分の花嫁』エンディングテーマ                                          |
| 3月6日   | 五等分の花嫁 キャラクターソング・ミニアルバム                                                                | 中野二乃（竹達彩奈） | 「アイツとキミ〜二度とない運命〜」 | テレビアニメ『五等分の花嫁』関連曲                                                      |
| 5月22日  | デート・ア・ライブIII ミュージック・セレクション DATE A "World" MUSIC                                        | 五河琴里（竹達彩奈） | 「AIMING!!!」 | テレビアニメ『デート・ア・ライブIII』関連曲                                             |
| 6月26日  | ショウタイム フロンティア！                                                                                  | フロンティア芸術学校 | 「ショウタイム フロンティア！」 「ディスカバリー！」 | ゲーム『少女☆歌劇 レヴュースタァライト -Re LIVE-』関連曲                                |
| 6月26日  | ショウタイム フロンティア！                                                                                  | 大月あるる（潘めぐみ）、叶美空（竹達彩奈） | 「キミも私もアリス」 | ゲーム『少女☆歌劇 レヴュースタァライト -Re LIVE-』関連曲                                |
| 8月9日   | 五等分の花嫁〜可愛さMax Re-mix〜                                                                             | 中野家の五つ子 | 「五等分の気持ち（PandaBoY Opening Voice Edit）」 「ごぶんのいち（PandaBoY Tropical House Edit）」 「五等分の気持ち（PandaBoY Five Flowers Dance Edit）」 | テレビアニメ『五等分の花嫁』関連曲                                                      |
| 8月9日   | 五等分の花嫁〜可愛さMax Re-mix〜                                                                             | 中野二乃（竹達彩奈） | 「アイツとキミ〜二度とない運命〜（colate Round & Beat Edit）」                                                                                            | テレビアニメ『五等分の花嫁』関連曲                                                      |
| 10月16日 | 少女☆歌劇 レヴュースタァライト レヴューアルバム ラ・レヴュー・エターナル                                     | 露崎まひる（岩田陽葵）、音無いちえ（和氣あず未）、大月あるる（潘めぐみ）、叶美空（竹達彩奈） | 「1等星のプロキオン」 | ゲーム『少女☆歌劇 レヴュースタァライト -Re LIVE-』関連曲                                |
| 11月13日 | THE IDOLM@STER CINDERELLA MASTER 3chord for the Pops!                                                        | 輿水幸子（竹達彩奈）、塩見周子（ルゥティン）、相葉夕美（木村珠莉） | 「不埒なCANVAS」 | ゲーム『アイドルマスター シンデレラガールズ』関連曲                                     |
| 2020年   | | | |                                                                                         |
| 3月4日   | これからも五等分                                                                                             | 中野家の五つ子 | 「これからも五等分」 | テレビアニメ『五等分の花嫁』関連曲                                                      |
| 3月30日  | DOLLS Songs & Sounds 01                                                                                      | DOLLS team C | 「Candy Star」 | ゲーム『プロジェクト東京ドールズ』関連曲                                                |
| 3月30日  | DOLLS Songs & Sounds 01                                                                                      | DOLLS | 「言の葉シンフォニー」 「はじまりのハーモニー」 | ゲーム『プロジェクト東京ドールズ』関連曲                                                |
| 3月30日  | DOLLS Songs & Sounds 01                                                                                      | DOLLS | 「追い風Brave motion!!」 「ヒカリ」 「It'sOK!!」 「SmileAgain」 「クリスマスマーチ」                                                                      | ゲーム『プロジェクト東京ドールズ』関連曲                                                |
| 3月30日  | DOLLS Songs & Sounds 01                                                                                      | DOLLS | 「言の葉シンフォニー（Live Ver.）」 | ゲーム『プロジェクト東京ドールズ』関連曲                                                |
| 9月9日   | ソードアート・オンライン アリシゼーション War of Underworld BD・DVD第5巻特典CD                               | アスナ（戸松遥）、リーファ（竹達彩奈）、シノン（沢城みゆき） | 「Lightning the lives」 | テレビアニメ『ソードアート・オンライン アリシゼーション War of Underworld』関連曲       |
| 10月7日  | 〜はなあらし〜                                                                                               | Fool's End | 「〜はなあらし〜」 「オトメノソラ」 | 『IDOL舞SHOW』関連曲                                                                    |
| 10月14日 | ソードアート・オンライン アリシゼーション War of Underworld BD・DVD第6巻特典CD                               | キリト（松岡禎丞）、アスナ（戸松遥）、リーファ（竹達彩奈）、シノン（沢城みゆき）、ユージオ（島﨑信長） | 「Recovering the couragey」 | テレビアニメ『ソードアート・オンライン アリシゼーション War of Underworld』関連曲       |
| 12月8日  | ソードアート・オンライン アリシゼーション War of Underworld BD・DVD第8巻特典CD                               | キリト（松岡禎丞）、アスナ（戸松遥）、リーファ（竹達彩奈）、シノン（沢城みゆき）、アリス（茅野愛衣）、ユージオ（島﨑信長） | 「Shining in the worlds」 | テレビアニメ『ソードアート・オンライン アリシゼーション War of Underworld』関連曲       |
| 12月16日 | THE IDOLM@STER CINDERELLA GIRLS STARLIGHT MASTER GOLD RUSH! 05 オレンジタイム                                | 輿水幸子（竹達彩奈）、白坂小梅（桜咲千依）、星輝子（松田颯水） | 「オレンジタイム（M@STER VERSION）」 | ゲーム『アイドルマスター シンデレラガールズ スターライトステージ』関連曲                |
| 2021年   | | | |                                                                                         |
| 2月17日  | 五等分のカタチ/はつこい                                                                                      | 中野家の五つ子 | 「五等分のカタチ」 | テレビアニメ『五等分の花嫁∬』オープニングテーマ                                         |
| 2月17日  | 五等分のカタチ/はつこい                                                                                      | 中野家の五つ子 | 「はつこい」 | テレビアニメ『五等分の花嫁∬』エンディングテーマ                                         |
| 2月17日  | ユーイーガールズソングコレクション                                                                           | 南野カナ（竹達彩奈） | 「愛情ナウアップデート」 | パチスロ『沖ドキ！2-30』関連曲                                                          |
| 3月3日   | 五等分の花嫁∬ キャラクターソング・ミニアルバム                                                               | 中野二乃（竹達彩奈） | 「好きよ 〜Two Hearts〜」 | テレビアニメ『五等分の花嫁∬』関連曲                                                     |
| 3月24日  | みなみかぜ/サマーデイズ                                                                                      | 中野家の五つ子 | 「みなみかぜ」 | ゲーム『五等分の花嫁∬ 〜夏の思い出も五等分〜』オープニングテーマ                        |
| 3月24日  | みなみかぜ/サマーデイズ                                                                                      | 中野家の五つ子 | 「サマーデイズ」 | ゲーム『五等分の花嫁∬ 〜夏の思い出も五等分〜』エンディングテーマ                        |
| 3月24日  | 電脳戦隊ラストエンジェルス SP STAGE 1                                                                        | ラストエンジェルス | 「Angels of the Light」 | 『電脳戦隊ラストエンジェルス』テーマソング                                              |
| 4月21日  | 電脳戦隊ラストエンジェルス SP STAGE 2                                                                        | ラヴ（竹達彩奈） | 「Alive!」 | 『電脳戦隊ラストエンジェルス』関連曲                                                    |
| 5月26日  | キスイダ！                                                                                                   | 如月玲於奈（竹達彩奈）、アリシア（ファイルーズあい）、ミザリサ（井澤詩織）、結城楓（古賀葵） | 「キスイダ！」 | テレビアニメ『究極進化したフルダイブRPGが現実よりもクソゲーだったら』エンディングテーマ |
| 9月29日  | 八百万の島の唄/Dear My MAJIHA Sisters                                                                        | ヤーナ（竹達彩奈）、アォユー（悠木碧） | 「八百万の島の唄」 | テレビアニメ『100万の命の上に俺は立っている』挿入歌                                     |
| 11月3日  | 宇崎ちゃんは遊びたい！ サウンドこれくしょん                                                                  | 亜細亜実（竹達彩奈）、榊󠄀逸仁（髙木朋弥）、亜細亜紀彦（秋元羊介） | 「Enjoy!カフェごはん」 | テレビアニメ『宇崎ちゃんは遊びたい！』関連曲                                            |
| 11月10日 | THE IDOLM@STER CINDERELLA GIRLS 10th ANNIVERSARY M@GICAL WONDERLAND TOUR!!! MerryMaerchen Land オリジナルCD  | 輿水幸子（竹達彩奈） | 「輝く世界の魔法（M@STER VERSION）」 | ゲーム『アイドルマスター シンデレラガールズ』関連曲                                     |
| 11月24日 | THE IDOLM@STER CINDERELLA MASTER EVERLASTING                                                                 | 本田未央（原紗友里）、辻野あかり（梅澤めぐ）、双葉杏（五十嵐裕美）、木村夏樹（安野希世乃）、アナスタシア（上坂すみれ）、ナターリア（生田輝）、 橘ありす（佐藤亜美菜）、輿水幸子（竹達彩奈）、依田芳乃（高田憂希）、川島瑞樹（東山奈央） | 「EVERLASTING（M@STER VERSION）」 | ゲーム『アイドルマスター シンデレラガールズ』関連曲                                     |
| 11月24日 | THE IDOLM@STER CINDERELLA MASTER EVERLASTING                                                                 | 輿水幸子（竹達彩奈） | 「EVERLASTING（M@STER VERSION）」 | ゲーム『アイドルマスター シンデレラガールズ』関連曲                                     |
| 12月22日 | DOLLS Songs & Sounds 02                                                                                      | DOLLS | 「Starry heart Starry love」 「AnotherDreamer」 「Precious day」                                                                                          | ゲーム『プロジェクト東京ドールズ』関連曲                                                |
| 12月22日 | DOLLS Songs & Sounds 02                                                                                      | DOLLS、NumberS | 「Pray Breath」 「感情を超えて」 「感情を超えて (E3 Ver.)」                                                                                               | ゲーム『プロジェクト東京ドールズ』関連曲                                                |
| 2022年   | | | |                                                                                         |
| 5月25日  | 五等分の軌跡                                                                                                 | 中野家の五つ子 | 「五等分の軌跡」 「五等分の花嫁〜ありがとうの花〜」 | 劇場アニメ『映画 五等分の花嫁』テーマソング                                             |
| 5月25日  | 五等分の軌跡                                                                                                 | 中野家の五つ子 | 「君の笑顔見たいから」 | ゲーム『映画「五等分の花嫁」 〜君と過ごした五つの思い出〜』テーマソング                 |
| 5月25日  | 五等分の軌跡                                                                                                 | 中野二乃（竹達彩奈） | 「ラブ☆バケーション」 | 劇場アニメ『映画 五等分の花嫁』挿入歌                                                   |
| 9月21日  | レヴューアルバム アルカナ・アルカディア                                                                      | 大月あるる（潘めぐみ）、叶美空（竹達彩奈）、恵比寿つかさ（加藤英美里）、胡蝶静羽（佐々木未来）、野々宮ララフィン（富田美憂） | 「闇を照らすもの」 | ゲーム『少女☆歌劇 レヴュースタァライト -Re LIVE-』関連曲                                |
| 11月30日 | Flop Around                                                                                                  | 和泉沢愛生（伊藤美来）、アメリア・アーヴィング（竹達彩奈）、イリヤ・イリューヒン（高橋李依）、バイ・モンファ（金元寿子）、カリン・イステル（高野麻里佳） | 「Flop Around」 | テレビアニメ『恋愛フロップス』エンディングテーマ                                        |
| 2023年   | | | |                                                                                         |
| 1月25日  | 恋愛フロップス Blu-ray BOX上巻 エンディングテーマ ソロver.DLカード                                           | アメリア・アーヴィング（竹達彩奈） | 「Flop Around」 | テレビアニメ『恋愛フロップス』エンディングテーマ                                        |
| 7月12日  | 五等分の未来                                                                                                 | 中野家の五つ子 | 「五等分の未来」 | テレビアニメ『五等分の花嫁∽』オープニングテーマ                                         |
| 7月12日  | 五等分の未来                                                                                                 | 中野家の五つ子 | 「たからもの」 | テレビアニメ『五等分の花嫁∽エンディングテーマ                                           |
| 7月12日  | 五等分の未来                                                                                                 | 中野家の五つ子 | 「世界中たったひとつ」 | ゲーム『五等分の花嫁 〜彼女と交わす五つの約束〜』テーマソング                           |
| 2024年   | | | |                                                                                         |
| 4月26日  | 二人のDOGMA                                                                                                  | 山嶽ノ國バンド | 「二人のDOGMA」 | ゲーム『ラグナドール 妖しき皇帝と終焉の夜叉姫』関連曲                                   |
| 6月26日  | 見失う自分の声を探して                                                                                       | 津上アヤカ（竹達彩奈） | 「フタツボシ」 | ゲーム『De:Lithe Last Memories』関連曲                                                  |
| 9月18日  | TVアニメ「五等分の花嫁」5th Anniversary Best Album                                                           | 中野家の五つ子 | 「君だったから」 | テレビアニメ『五等分の花嫁』関連曲                                                      |
| 9月18日  | 五等分の笑顔 EP                                                                                              | 中野家の五つ子 | 「五等分の笑顔」 | テレビアニメ『五等分の花嫁*』オープニングテーマ                                         |
| 9月18日  | 五等分の笑顔 EP                                                                                              | 中野家の五つ子 | 「メモリーズ」 | テレビアニメ『五等分の花嫁*』エンディングテーマ                                         |
| 9月18日  | 五等分の笑顔 EP                                                                                              | 中野家の五つ子 | 「輝き出した私たち」 | テレビアニメ『五等分の花嫁*』挿入歌                                                     |
| 12月11日 | THE IDOLM@STER CINDERELLA GIRLS STARLIGHT MASTER HEART TICKER! 12 モラトリアム                               | 輿水幸子（竹達彩奈） | 「可愛くてごめん」 | ゲーム『アイドルマスター シンデレラガールズ スターライトステージ』関連曲                |
| 2025年   | | | |                                                                                         |
| 1月13日  | アークナイツ 5周年記念楽曲集                                                                                 | W（竹達彩奈） | 「Just got emo!」 | ゲーム『アークナイツ』関連曲                                                            |
| 1月13日  | アークナイツ 5周年記念楽曲集                                                                                 | テキーラ（島﨑信長）、エイヤフィヤトラ（種田梨沙）、パゼオンカ（安済知佳）、W（竹達彩奈） | 「Faraway Holiday」 | ゲーム『アークナイツ』関連曲                                                            |
| 9月10日  | 明日へ | 中野家の五つ子 | 「明日へ」 | ゲーム『五等分のプリンセス 〜幻想と深淵と魔法学院〜』テーマソング                       |

## ライブ・イベント

### 合同ライブ
| 出演日         | タイトル                                                           | 会場                                  |
| -------------- | ------------------------------------------------------------------ | ------------------------------------- |
| 2012年2月19日  | ミュ〜コミ+プラス presents アニメ紅白歌合戦                        | 東京国際フォーラムホールA（東京都）   |
| 2012年12月16日 | ミュ〜コミ+プラス presents アニメ紅白歌合戦2                       | 国立代々木競技場 第一体育館（東京都） |
| 2013年1月27日  | リスアニ! LIVE 3 SUNDAY STAGE                                      | 日本武道館（東京都）                  |
| 2013年8月25日  | Animelo Summer Live 2013 -FLAG NINE-                               | さいたまスーパーアリーナ（埼玉県）    |
| 2014年1月19日  | ミュ〜コミ+プラス presents アニメ紅白歌合戦3                       | 国立代々木競技場 第一体育館（東京都） |
| 2014年6月21日  | P's LIVE! 01                                                       | 五反田ゆうぽうとホール（東京都）      |
| 2015年1月25日  | ミュ〜コミ+プラス presents アニメ紅白歌合戦4                       | 国立代々木競技場 第一体育館（東京都） |
| 2015年3月8日   | P's LIVE! 02                                                       | 横浜アリーナ（神奈川県）              |
| 2015年5月3日   | ミュ〜コミ+プラス 春の学園祭 野音にカモ〜音！                      | 日比谷野外大音楽堂（東京都）          |
| 2015年10月17日 | animeloLIVE! Presents アニソンCLUB!-i vol.10 in 大宮ソニックシティ | 大宮ソニックシティ 大ホール（埼玉県） |
| 2016年1月31日  | ミュ〜コミ+プラス presents アニメ紅白歌合戦5                       | 国立代々木競技場 第一体育館（東京都） |
| 2016年8月27日  | Animelo Summer Live 2016 刻-TOKI-                                  | さいたまスーパーアリーナ（埼玉県）    |
| 2016年10月9日  | P's LIVE TORANOMON SP 〜50th Anniversary〜                         | ニッショーホール（東京都）            |
| 2017年11月26日 | P's LIVE! 05 Go! Love&Passion!!                                    | 横浜アリーナ（神奈川県）              |
| 2018年8月25日  | Animelo Summer Live 2018 "OK!"                                     | さいたまスーパーアリーナ（埼玉県）    |

## 書籍
- AYANA（2012年、主婦の友社、ISBN 978-4-07-279746-4）
- たけたChu in オーストラリア（2013年、ポニーキャニオン、ISBN 978-4-90-163796-1）
- 竹達彩奈フォトブック Ayana in Fairy Tales（2014年、主婦の友社、ISBN 978-4-07-294830-9）
- あやちさん in ITALY（2014年、ポニーキャニオン、ISBN 978-4-86529-074-5）
- 竹達彩奈フォトブック Flower Garden（2016年、主婦の友社、ISBN 978-4-07-418053-0）
- 竹達彩奈フォトブック stone 〜いしからはじまるものがたり〜（2018年、主婦の友社、ISBN 978-4-07-429909-6）

### 雑誌連載
- Ayana's Tark & Try!（『声優グランプリ』2010年10月号 - 2012年3月号、全9回）
- Ayana in Fairy Tales（『声優グランプリ』2012年4月号 - ）
- Flower Garden（『声優グランプリ』2014年5月号 - 2016年9月号、全29回）
- stone 〜いしからはじまるものがたり〜（『声優グランプリ』2016年11月号 - 2018年7月号、全20回）
- 竹達ラボ（『声優アニメディア』2018年10月号 - ）